# Straßenbahn Lissabon
Die Straßenbahn Lissabon (portugiesisch Carros eléctricos de Lisboa beziehungsweise gebräuchlicher Eléctricos de Lisboa) existiert seit 1873. Sie wurde zunächst als Pferdestraßenbahn, portugiesisch: Carros americanos, eröffnet und wird seit 1901 elektrisch betrieben. Die mit Gleisen der Spurweite von 900 Millimetern ausgerüstete Straßenbahn ist wegen ihres teilweise historischen Fahrzeugparks und der reizvollen Streckenführung mit steilen Abschnitten und engen Kurven durch die schmalen Gassen der Lissabonner Altstadt vor allem bei Touristen beliebt. Nach der Stilllegung von zwölf Linien in den 1990er Jahren verkehren zurzeit noch sechs Linien mit zusammen 33,6 Kilometern Länge. Das Streckennetz ist heute noch 25 Kilometer lang.
Das Verkehrsunternehmen Companhia Carris de Ferro de Lisboa, kurz Carris, betreibt die Straßenbahn der portugiesischen Hauptstadt. Die Gesellschaft befindet sich seit der Nelkenrevolution von 1974 im Besitz der Stadt und betreibt auch einen Großteil des städtischen Omnibusnetzes, den Aufzug Elevador de Santa Justa sowie drei Standseilbahnen.

## Geschichte

### Pferdebahn

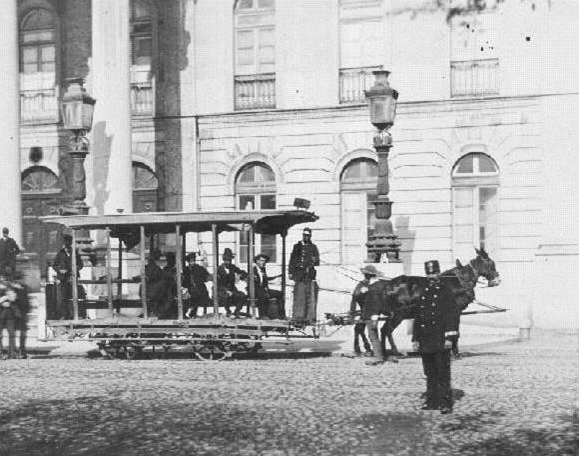
Pferdebahn um 1873

Als Vorläufer der heutigen Straßenbahn ging am 17. November 1873 eine normalspurige Pferdebahn in Betrieb. Vorgespannt waren allerdings meist Maultiere. Die erste Strecke wurde zwischen dem 1865 eröffneten Bahnhof Lissabon Santa Apolónia und Santos eingerichtet. Aufgrund der Herkunft der Wagen wurde die Pferdebahn auf Portugiesisch als Carro americano bezeichnet. Nach dem 1872 eröffneten Betrieb in Porto war dies die zweite Straßenbahn des Landes. Betreiber war die 1872 in Rio de Janeiro gegründete Companhia Carris de Ferro de Lisboa, für die sich schnell die noch heute verwendete Kurzform Carris einbürgerte.
Rasch baute das Unternehmen sein Streckennetz aus. Die Strecke nach Santos wurde 1874 entlang des Tejoufers bis Belém verlängert, 1878 folgte der lange Abschnitt von Belém weiter bis in den Vorort Algés. Im gleichen Jahr wurde der Rossio in der Innenstadt erreicht. Es folgten 1879 die Strecken zum Largo do Rato und 1881 nach Anjos. Nach einer Pause von mehreren Jahren gingen ab Ende der 1880er Jahre weitere Strecken in die Vororte in Betrieb, 1888 als erstes die Strecke nach Poço do Bispo. 1890 folgte die lange Strecke in den Norden der Stadt bis Lumiar und 1891 die beiden Strecken nach Benfica und Areeiro. Mit diesen Strecken erschloss die Pferdebahn bereits einen großen Teil der Stadt. Verschlossen blieben ihr allerdings die hügeligen Teile der Altstadt, vor allem Alfama und Lapa.
Das erste Depot wurde zur Betriebseröffnung 1873 in Santo Amaro eingerichtet, wo sich auch heute noch das letzte verbliebene Straßenbahndepot befindet. 1882 folgte ein zweites Depot in Arco do Cego. Neben den Fahrzeugen waren für den Betrieb zudem bis zu 1200 Maultiere erforderlich.
Ein Experiment mit einer Dampfstraßenbahn zwischen Cais do Sodré und Belém in den Jahren 1889 bis 1892 hatte keinen dauerhaften Erfolg. Zuvor hatte die Carris bereits von 1887/1888 Versuche mit Akkumulatorwagen gemacht, die aber nicht zu dauerhaften Einführung dieses Systems führten.

### Standseilbahnen

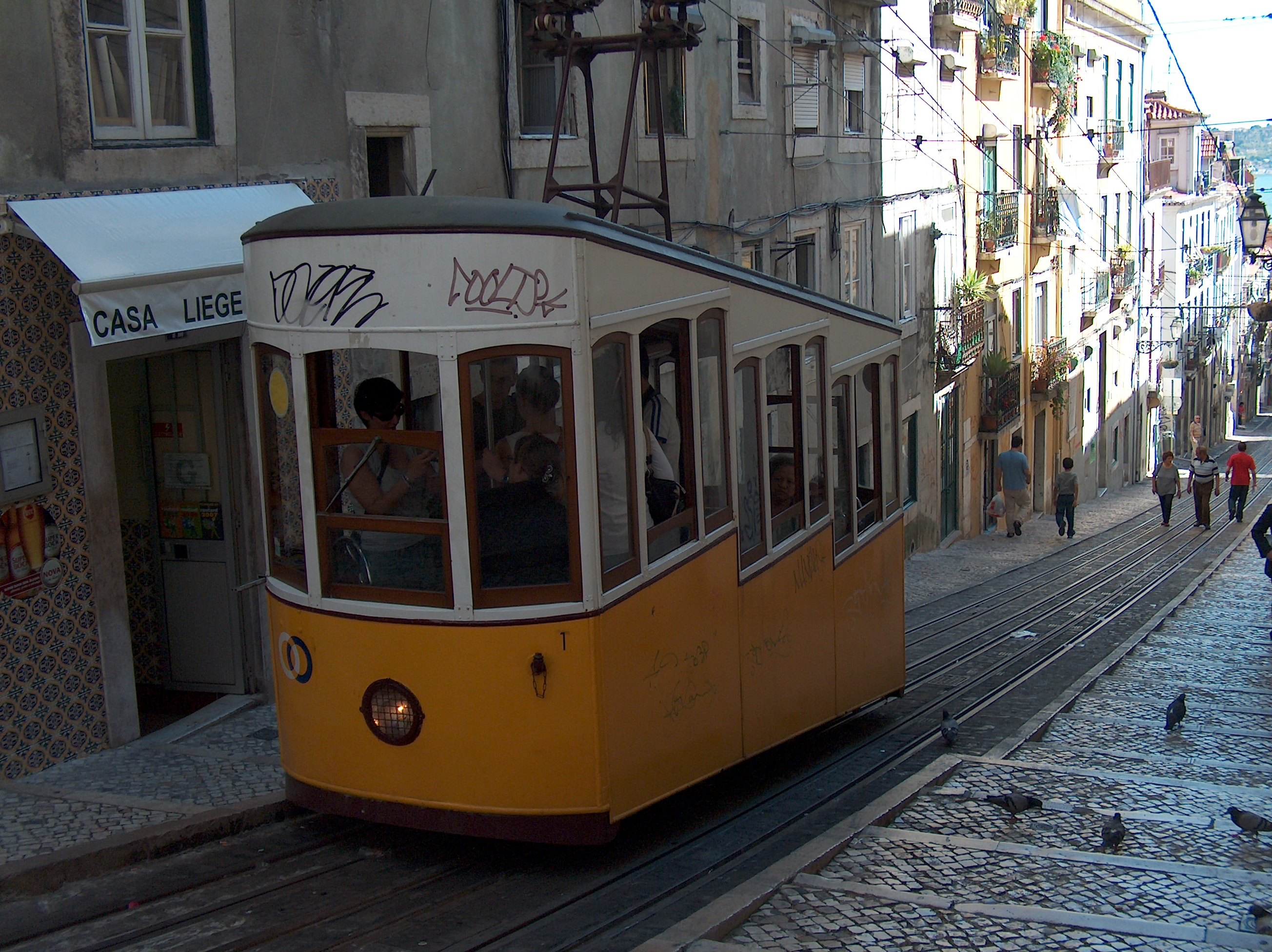
Bica, eine der drei Standseilbahnen der Stadt

Zwecks Erschließung der steileren Teile der Stadt begann zunächst der Bau dreier Standseilbahnen. Diese Linien, Lavra, Glória und Bica, gingen in den Jahren 1884, 1885 und 1892 in Betrieb und verkehren bis heute. Erstmals in Lissabon kam bei ihnen die seltene Spurweite von 900 Millimetern zur Anwendung. Die beiden älteren Bahnen wurden von der Companhia dos Ascensores Mecânicos betrieben, die Bica-Standseilbahn von der Nova Companhia dos Ascensores Mecânicos de Lisboa, abgekürzt NCAML. Beide Betreiber fusionierten 1897 unter dem Namen der jüngeren Gesellschaft.

### Kabelstraßenbahnen

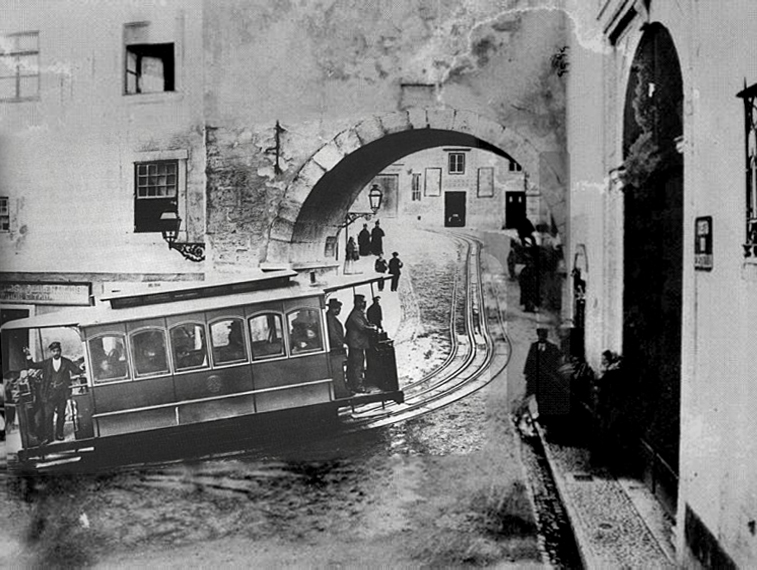
Die 1909 stillgelegte Graça-Kabelstraßenbahn

Für längere Strecken war die Standseilbahn ungeeignet, hier bot die Kabelstraßenbahn eine Alternative. Bei ihr werden mehrere Fahrzeuge an ein kontinuierlich in einem Kanal unter der Oberfläche laufendes Stahlseil angeklammert. Die NCAML, die bereits die Bica-Standseilbahn betrieb, beantragte und erhielt die erforderlichen Konzessionen und richtete ab 1890 zunächst zwei Strecken nach Plänen des portugiesischen Ingenieurs Raoul Mesnier du Ponsard ein, der bereits die Lissabonner Standseilbahnen geplant hatte.

#### Elevador da Estrela
Die erste, bereits am 14. August 1890 in Betrieb genommene Linie war 1,7 Kilometer lang und verlief von der Praça Luís de Camões zum Largo da Estrela. Gebaut wurde die Strecke von der Maschinenfabrik Esslingen, entsprechend den bereits gebauten Standseilbahnen mit einer Spurweite von 900 Millimetern. An der Endstelle Estrela richtete die Gesellschaft ein kleines Depot ein. Da auf der Estrela-Strecke Einrichtungsfahrzeuge eingesetzt wurden, gab es dort eine Drehscheibe und an der Praça Luís de Camões eine Wendeschleife.

#### Elevador da Graça
Die zweite Kabelbahn, ebenfalls mit 900 Millimeter Spurweite, führte von der Rua da Palma auf einer 730 Meter langen Strecke zum Largo da Graça und überwand dabei 75 Meter Höhenunterschied. Sie wurde am 27. Februar 1893 eröffnet und ebenfalls von der Maschinenfabrik Esslingen erbaut. Das Depot wurde an der Endstelle Graça eingerichtet. Die Graça-Strecke wurde mit Zweirichtungsfahrzeugen bedient.

#### Elevador de São Sebastião
Von 1899 an verkehrte eine dritte Kabelstraßenbahnlinie zwischen São Sebastião und Rossio, die aber bereits 1903 durch die elektrische Straßenbahn ersetzt wurde. Über diese etwa 400 Meter lange Strecke ist kaum mehr Konkretes bekannt.

### Elektrifizierung der Pferdebahn

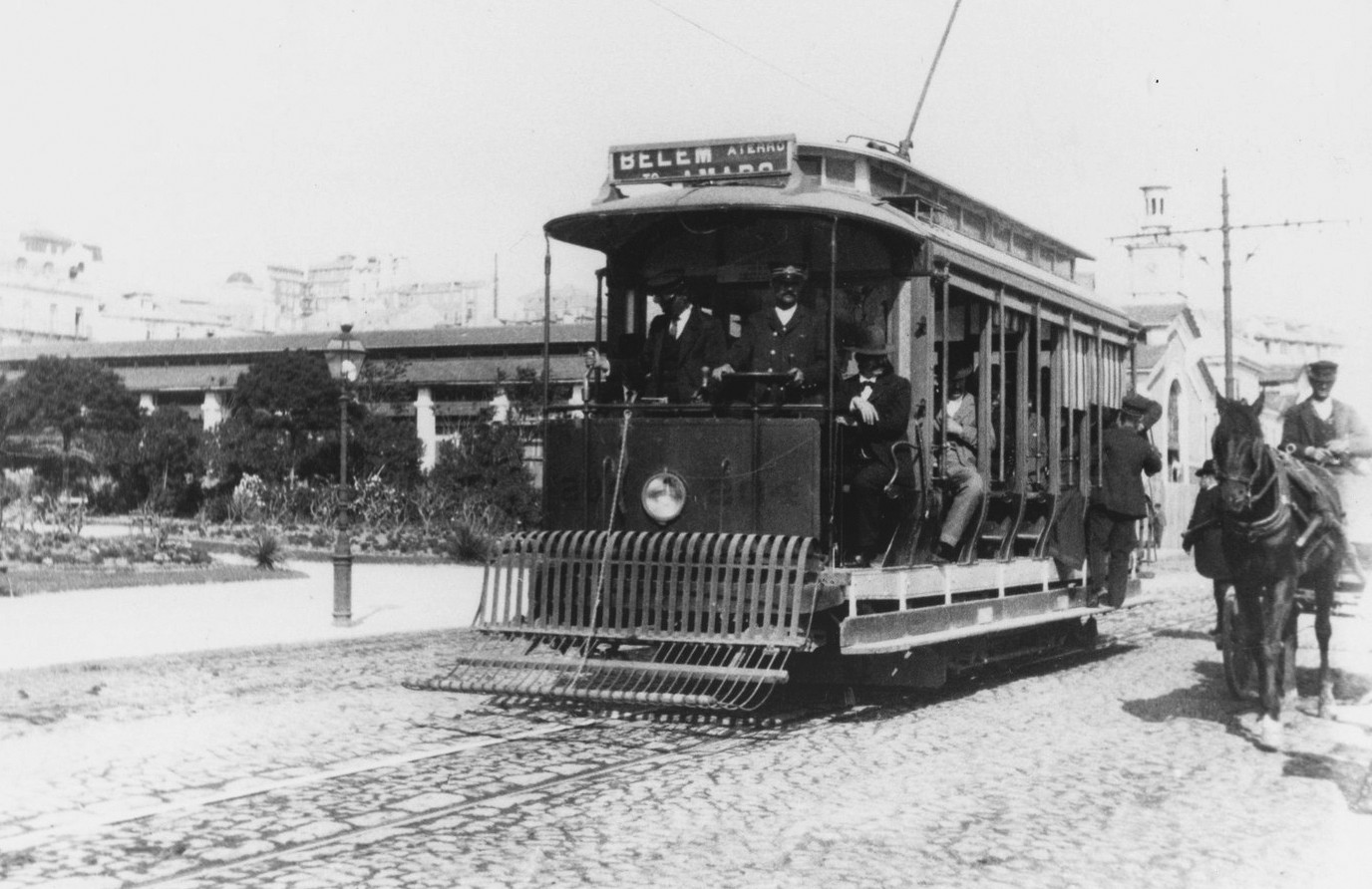
Erste elektrische Straßenbahn im Jahr 1901

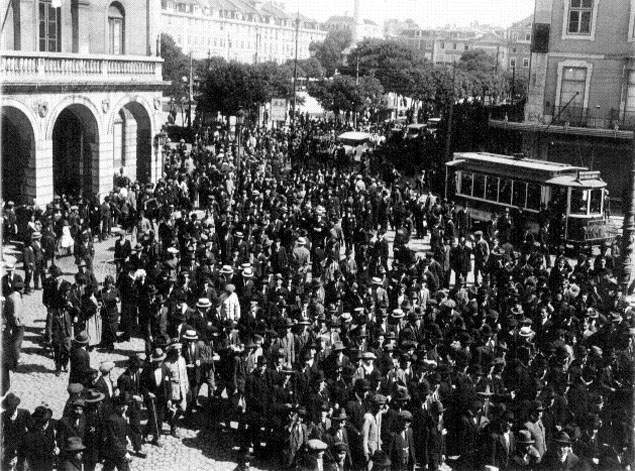
Straßenbahn auf der Praça Dom João da Câmara im Jahr 1918

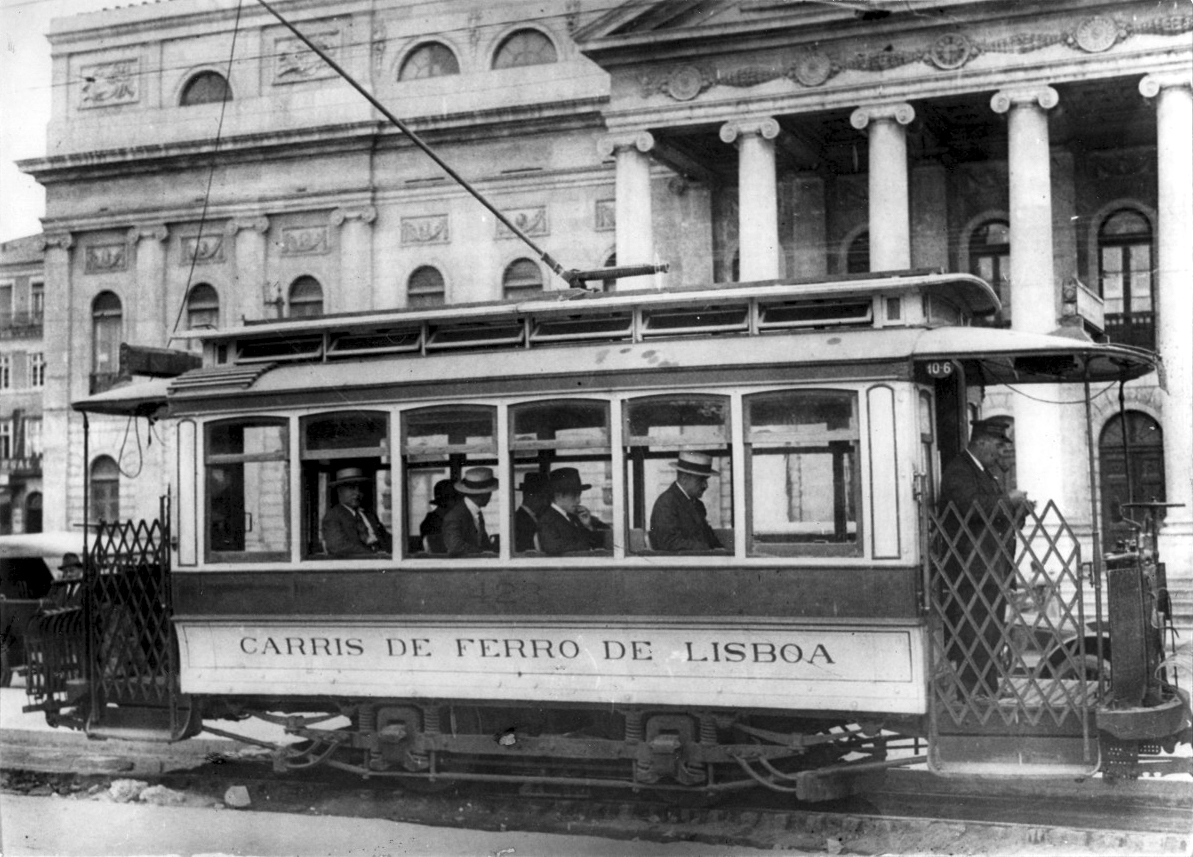
Elektrische Straßenbahn am Rossio, um 1925

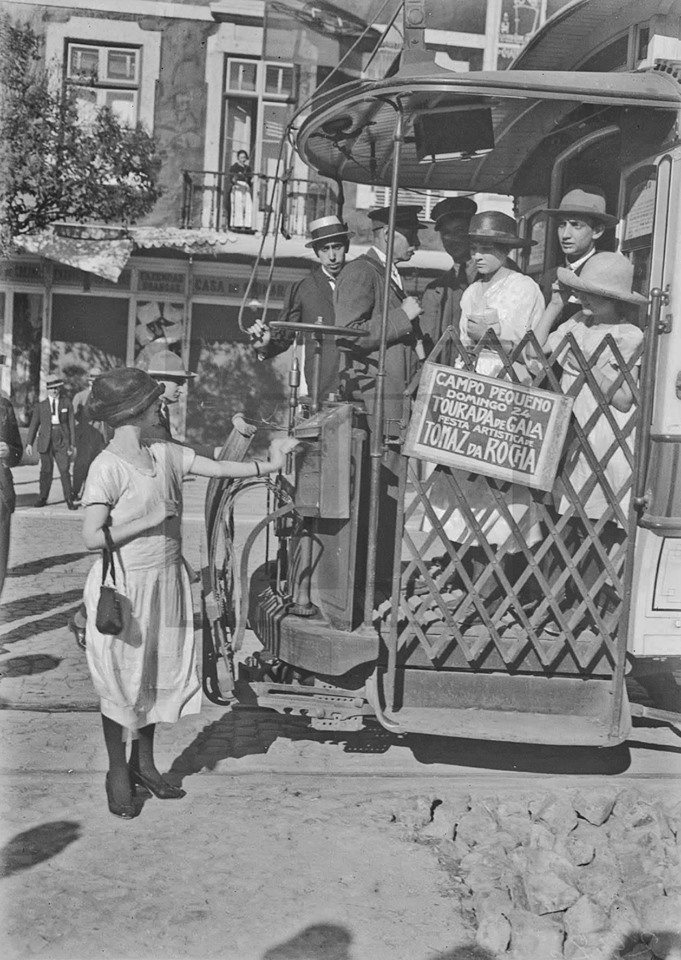
Wagen mit Straßenbahnbriefkasten, 1921

Nachdem die Stadt Lissabon ein Jahr zuvor den entsprechenden Planungen zugestimmt hatte, beschloss das Unternehmen 1898 die Elektrifizierung der Pferdebahn. In einem Vertrag mit der Stadt wurden zudem zusätzliche Strecken in die hügeligen Teile Lissabons vereinbart, deren Erschließung zuvor nicht möglich war. Die Carris wurde mitsamt dem gesamten Netz zwecks Kapitalbeschaffung an die 1899 neu gegründete Lisbon Electric Tramways Ltd. aus Großbritannien, eine Tochtergesellschaft der Wernher, Beit & Co., für 99 Jahre verpachtet. Zur Stromversorgung baute die Gesellschaft am Tejoufer im Stadtteil Santos ein eigenes Kraftwerk, das bis 1951 die gesamte Stromversorgung der Straßenbahn übernahm.
Bereits im Vorfeld der Elektrifizierung begann die Carris ab 1894 mit der Umspurung aller Strecken auf die bis heute verwendete Spurweite von 900 Millimetern, vor allem wegen der damit möglichen engeren Radien als Voraussetzung zur Erschließung der engen Altstadtstraßen. Diese Maßnahme konnte im Mai 1900 abgeschlossen werden. Zudem wurden die Gleise der Pferdebahn zuvor angesichts der schlecht gepflasterten Straßen häufig von Pferdeomnibussen mitgenutzt. Mit der Umspurung gelang es der Carris, diese Konkurrenz und den damit verbundenen erhöhten Verschleiß der Gleise zu verhindern.
Am 31. August 1901 nahm die erste elektrische Straßenbahn ihren Betrieb auf der Strecke zwischen dem Bahnhof Lissabon Cais do Sodré und Algés auf. Die erste Strecke der Pferdebahn war damit auch die erste elektrisch betriebene Strecke. Damit erhielt Lissabon als zweite Stadt in Portugal eine elektrische Straßenbahn, nachdem die Straßenbahn Porto bereits 1895 als erste elektrische Straßenbahn des Landes ihren Betrieb aufgenommen hatte. Ein Jahr später waren alle Strecken elektrifiziert und am 10. August 1902 beendete das letzte Maultier seinen Dienst. Bis 1907 wurde das Netz rasch ausgebaut, seit 1906 erschloss die Bahn auch die steilen Straßen der Alfama.

### Elektrifizierung der Kabelbahn
1912 übernahm die Carris auch die NCAML und damit alle Kabel- und Standseilbahnen. Die Kabelstraßenbahn zum Largo da Graça war bereits 1909 eingestellt worden, die letzte Kabelstraßenbahn verkehrte in Lissabon am 3. Juli 1913 zwischen der Praça Luis de Camões und dem Largo de Estrela. In den Jahren von 1913 bis 1915 wurden beide Strecken auf regulären elektrischen Straßenbahnbetrieb umgestellt, wobei bei der Graça-Linie die Endstation nach São Tomé verlegt wurde. Noch bis 1928 blieb die NCAML allerdings nominell selbstständig und die auf der früheren Strecke der Estrela-Kabelstraßenbahn fahrende Linie 28 war formell nicht auf die Carris konzessioniert.
Auch die drei Standseilbahnen wurden 1914 von Dampfmaschinen auf elektrischen Antrieb umgebaut. Seitdem werden sie durch die mit 600 Volt Gleichspannung gespeisten Oberleitungen der Straßenbahn mitversorgt.

### Netzausbau zwischen 1915 und 1957
Nach 1915 folgten bis etwa 1930 noch einige Streckenverlängerungen in Vororte, so 1926 nach Alto de São João, 1927 nach Ajuda und 1930 nach Carnide. Außerdem gab es kleinere Netzergänzungen in der Innenstadt, darunter die 1925 fertiggestellte Verbindung von Graça zur Avenida Almirante Reis und 1928 der Lückenschluss der Linie 28 zwischen der Praça Luís de Camões und der Rua Conceição in der Baixa Pombalina, der mit einer Steigung von 13,5 % seitdem der steilste Abschnitt des Streckennetzes ist.
1936 errichtete die Carris nochmals zwei wichtige Netzerweiterungen, zum einen die Strecke zum Friedhof Prazeres, zum anderen schloss sie die Netzlücke der Ringlinie zwischen Campolide und São Sebastião. Auch während des Zweiten Weltkriegs wurden kleinere Netzergänzungen vorgenommen, so 1941 die Strecke nach Bairro Arco do Cego. Mit Ausnahme der bereits zu Pferdebahnzeiten erbauten langen Außenstrecke nach Algés und Cruz Quebrada lagen alle Strecken innerhalb des Stadtgebiets. Überlandstraßenbahnstrecken außerhalb der geschlossenen Bebauung der Stadt und ihrer Vororte besaß das Lissabonner Straßenbahnnetz nie.
Mit der Eröffnung des letzten, von den Linien 21 und 27 bedienten Abschnitts der in einem großen Halbkreis nördlich um die Innenstadt führenden Tangentialstrecke von Alto de São João nach Madre de Deus am 18. September 1957 erreichte das Netz der Lissabonner Straßenbahn seine größte Ausdehnung. Das Streckennetz wies zu diesem Zeitpunkt eine Länge von 76 Kilometern auf. Insgesamt waren 145 Kilometer Gleise im Netz verlegt, weitere 15 Kilometer in den drei Depots. Es wurden insgesamt 27 Linien bedient, davon fünf Ringlinien mit jeweils unterschiedlicher Liniennummer je Fahrtrichtung (zusammen zehn Liniennummern), hinzu kamen einige Verstärkungslinien.
In der Innenstadt bedienten die meisten Linien unterschiedliche Endpunkte, nachdem der ursprünglich als zentraler Knoten genutzte Rossio bereits in den 1920er Jahren überlastet war. Die Linien über die Avenida da Liberdade in die nordwestlichen Vororte hatten ihren Ausgangspunkt am Praça dos Restauradores. Von der Endstelle auf der Praça Martim Moniz verkehrten die Linien nach Norden in Richtung Areeiro über die Avenida Almirante Reis. Die direkt am Tejo gelegene Praça do Comércio war Ausgangspunkt der meisten Linien parallel zum Tejoufer. Nur wenige Linien, wie etwa die Linie 9 waren Durchmesserlinien ohne Endstelle in der Innenstadt. Die hügeligen Strecken auf dem eng verflochtenen Netz der Strecken westlich und östlich der Baixa wurden überwiegend von den Ringlinien bedient.
| Linie  | Strecke | Anmerkungen                                            |
| ------ | --- | ------------------------------------------------------ |
| 01     | Restauradores – Avenida da Liberdade – Praça Marques de Pombal – São Sebastião – Sete Rios – Jardim Zoológico – Benfica                                                                                                | Verstärkerlinie 1A bis Jardim Zoológico                |
| 02     | Restauradores – Avenida da Liberdade – Praça Marques de Pombal – Saldanha – Avenida da República – Campo Pequeno – Campo Grande – Lumiar                                                                               | Verstärkerlinie 2A bis Campo Grande                    |
| 03     | Caminhos de Ferro – Santa Apolónia – Alfândega – Praça da Figueira – Martim Moniz – Avenida Almirante Reis – Arroios – Estefânia – Arco do Cego – Avenida da República – Campo Pequeno – Bairro Arco do Cego           | Verstärkerlinie 3A von Restauradores bis Campo Pequeno |
| 04/5   | Restauradores – Avenida da Liberdade – Praça Marques de Pombal – São Sebastião – Avenida Duque d’Ávila – Saldanha – Avenida da Fontes Pereira de Melo – Praça Marques de Pombal – Avenida da Liberdade – Restauradores | Ringlinie, 4 im Uhrzeigersinn, 5 in Gegenrichtung      |
| 06     | Restauradores – Avenida da Liberdade – Gomes Freire – São Lázaro – Martim Moniz – Praça da Figueira |                                                        |
| 08     | Rossio – Praça da Figueira – Martim Moniz – Avenida Almirante Reis – Praça do Chile – Areeiro |                                                        |
| 09     | Poço do Bispo – Xabregas – Caminhos de Ferro – Santa Apolónia – Alfândega – Praça do Comércio – Cais do Sodré – Santos                                                                                                 |                                                        |
| 10/11  | Praça da Figueira – Martim Moniz – Avenida Almirante Reis – Angelina Vidal – Graça – Escolas Gerais – São Tomé – Santa Lúzia – Sé – Conceição – Praça da Figueira                                                      | Ringlinie, 11 im Uhrzeigersinn, 10 in Gegenrichtung    |
| 12     | Martim Moniz – Calçada de Santo André – São Tomé |                                                        |
| 13     | Restauradores – Avenida da Liberdade – Praça Marques de Pombal – São Sebastião – Sete Rios – Largo da Luz – Carnide |                                                        |
| 14/14A | Restauradores – Avenida da Liberdade – Praça Marques de Pombal – São Sebastião – Campolide – Rato – Alexandre Herculano – Avenida da Liberdade – Restauradores                                                         | Ringlinie, 14 im Uhrzeigersinn, 14A in Gegenrichtung   |
| 15     | Praça do Comércio – Cais do Sodré – Santos – Santo Amaro – Belém – Algés – Cruz Quebrada |                                                        |
| 16     | Xabregas – Caminhos de Ferro – Santa Apolónia – Alfândega – Praça do Comércio – Conde Barão – Santos – Santo Amaro – Belém                                                                                             |                                                        |
| 17     | Alto de São João – Praça do Chile – Avenida Almirante Reis – Martim Moniz – Praça da Figueira – Praça do Comércio – Conde Barão – Santos – Santo Amaro – Belém                                                         | Verstärkerlinie 17A bis Praça do Comércio              |
| 18     | Praça do Comércio – Cais do Sodré – Santos – Alcântara – Boa Hora – Ajuda | Verstärkerlinie 18B bis Boa Hora                       |
| 18A    | Praça do Comércio – Cais do Sodré – Santos – Calvário – Boa Hora – Ajuda |                                                        |
| 19     | Arco do Cego – Estefânia – Arroios – Avenida Almirante Reis – Martim Moniz – Praça da Figueira – Praça do Comércio – Conde Barão – Santos – Alcântara – Santo Amaro                                                    |                                                        |
| 20     | Cais do Sodré – Largo Luís de Camões – Principe Real – Alexandre Herculano – Avenida da Liberdade – Restauradores – Rossio                                                                                             |                                                        |
| 21     | São Sebastião – Arco do Cego – Praça do Chile – Alto de São João – Caminhos de Ferro – Santa Apólonia – Alfândega |                                                        |
| 22/23  | Rossio – Praça do Comercio – Conde Barão – São Bento – Rato – Alexandre Herculano – Avenida da Liberdade – Restauradores – Rossio                                                                                      | Ringlinie, 22 im Uhrzeigersinn, 23 in Gegenrichtung    |
| 24     | Carmo – Principe Real – Campolide – São Sebastião – Arco do Cego – Praça do Chile |                                                        |
| 25/26  | Rossio – Praça do Comércio – Conde Barão – Santos – Lapa – Estrela – Rua Amoreiras – Rato – Alexandre Herculano – Avenida da Liberdade – Restauradores – Rossio                                                        | Ringlinie, 25 im Uhrzeigersinn, 26 in Gegenrichtung    |
| 27     | São Sebastião – Arco do Cego – Praça do Chile – Alto de São João – Xabregas – Poço do Bispo |                                                        |
| 28     | Rossio – Conceição – São Francisco – Vitor Cordon – Largo Luís de Camões – Estrela – Prazeres |                                                        |

Ab 1951 stellte das Unternehmen die Stromversorgung schrittweise auf das portugiesische nationale Stromnetz um. Daraufhin konnte 1958 das Kraftwerk in Santos geschlossen und in eine Verteilerstation umgebaut werden.

### Reduzierung des Netzes in den 1960er und 1970er Jahren

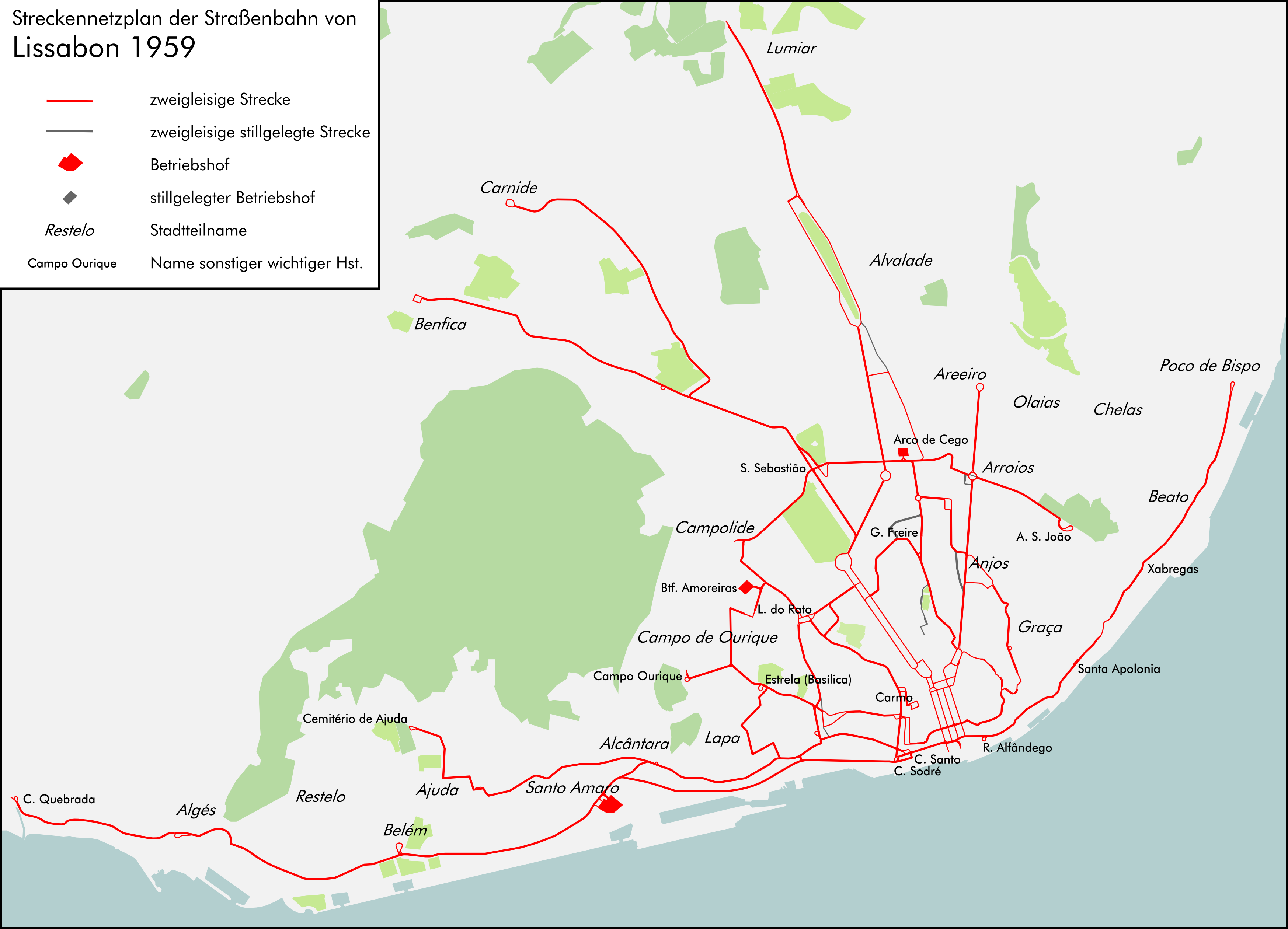
Historisches Streckennetz von 1959

Bis 1944 bestand der öffentliche Verkehr Lissabons ausschließlich aus der Straßenbahn sowie den Vorortzügen der Staatsbahn Comboios de Portugal und der privaten Linha de Cascais. In diesem Jahr nahm die Carris am 9. April ihre ersten Omnibusse für den Linienverkehr zum Flughafen Lissabon-Portela in Betrieb, nachdem sie bereits vier Jahre zuvor einige Busse für die Sonderverkehre zur Ausstellung der portugiesischen Welt im Jahr 1940 beschafft hatte. Erste Experimente mit Motorbussen hatte die Carris bereits 1912 gemacht.
Mit der Eröffnung der Metro Lissabon Ende 1959 begann bereits ein Jahr nach Einweihung der letzten Neubaustrecke der Straßenbahn eine erste Rückbauphase. Als erste Strecken wurden 1960 die Abschnitte in der breiten Avenida da Liberdade und der anschließenden Avenida Fontes Pereira de Melo bis zum U-Bahnhof São Sebastião und zum U-Bahnhof Saldanha stillgelegt. Andererseits richtete die Carris von diesen U-Bahnhöfen aus zunächst zusätzliche Anschluss- und Verstärkungslinien auf den nach Norden führenden langen Vorortstrecken der Straßenbahn bis Benfica, Carnide und Lumiar ein, für die auch durchgehende Fahrscheine ausgegeben wurden. 1965 wurde auch erstmals mit zwei dafür in ihren ursprünglichen Zustand umgebauten Triebwagen aus dem Jahr 1901 eine Stadtrundfahrt auf Schienen angeboten.
Bis 1970 sank die Zahl der Linien auf 22 Hauptlinien, davon fünf Ringlinien. Daneben verkehrten noch einige Verstärkungslinien. Doch abgesehen von zwei kurzen, aufgrund der Bauarbeiten für die Ponte 25 de Abril im Jahr 1966 eingestellten Abschnitten in Alcântara blieb das Gleisnetz weitgehend unverändert.
Im Jahr 1970 begann eine zweite Stilllegungswelle. Zunächst stellte die Carris vorübergehend die Strecke nach Areeiro zugunsten des Baus der U-Bahn-Verlängerung nach Alvalade ein, 1972 verschwand die Strecke endgültig. In diesem Jahr verkündete die Carris das Ziel, die Straßenbahn wegen Unwirtschaftlichkeit in den nächsten fünf Jahren vollständig abzuschaffen. Die Stadt Lissabon stimmte dem nicht zu, sondern bot an, Anteile an der Dachgesellschaft LET zu übernehmen. 1971 wurde die lange Außenstrecke nach Lumiar einschließlich der Stichstrecke zur Rua Arco do Cego eingestellt, 1973 die Strecken nach Carnide und Benfica. Fortan wurden dort Busse eingesetzt, während die Verlängerung der Metro über Sete Rios hinaus erst 1988 Realität wurde. Im selben Jahr verschwand die Straßenbahn endgültig von Lissabons zentralem Platz, dem Rossio.
Noch 1974, im Jahr der Nelkenrevolution, war es erklärtes Ziel der Stadt und der in diesem Jahr nach längeren Verhandlungen kommunalisierten Carris, die Straßenbahn langfristig aus dem Stadtbild zu verbannen. Die Nelkenrevolution hatte jedoch durch die nachfolgende Aufgabe der afrikanischen Kolonien Angola und Mosambik und den Strom von Rückwanderern ein erhebliches Bevölkerungswachstum in Lissabon zur Folge. Die Nachfrage im Personennahverkehr wuchs, und die in den nächsten Jahren neu beschafften Busse wurden vor allem für die Ausweitung des Liniennetzes und die Verdichtung der vorhandenen Buslinien benötigt. Auch zehn Jahre später umfasste das Straßenbahnnetz daher noch 97,5 Kilometer Gleislänge und rund 50 Kilometer Netzlänge. Es verkehrten darauf 15 Linien, davon vier Ringlinien.
1976 beauftragte die Stadtverwaltung Fachleute der École Polytechnique Fédérale de Lausanne und der Verkehrsbetriebe Zürich mit einer Studie zur Zukunft der Lissaboner Straßenbahn. In ihrem 1978 veröffentlichten Bericht kamen sie zum Schluss, dass die Bahn erhalten und weiter ausgebaut werden solle. Danach begann das Verkehrsunternehmen mit ersten Modernisierungsmaßnahmen, zunächst mit der Einführung des Einmannbetriebes; ab 1980 verkehrten die ersten Straßenbahnen ohne Schaffner. Zur Rationalisierung beitragen sollte auch die Schließung des Betriebshofs Amoreiras im Jahr 1981. Die avisierte Beschaffung von neuen Fahrzeugen mit größerer Kapazität – vor allem für die Linien parallel zum Tejoufer – wurde zunächst nicht umgesetzt. Lediglich vorhandene Fahrzeuge wurden modernisiert, etwa durch den Einbau automatischer Türen.

### Reduzierung des Netzes in den 1990er Jahren

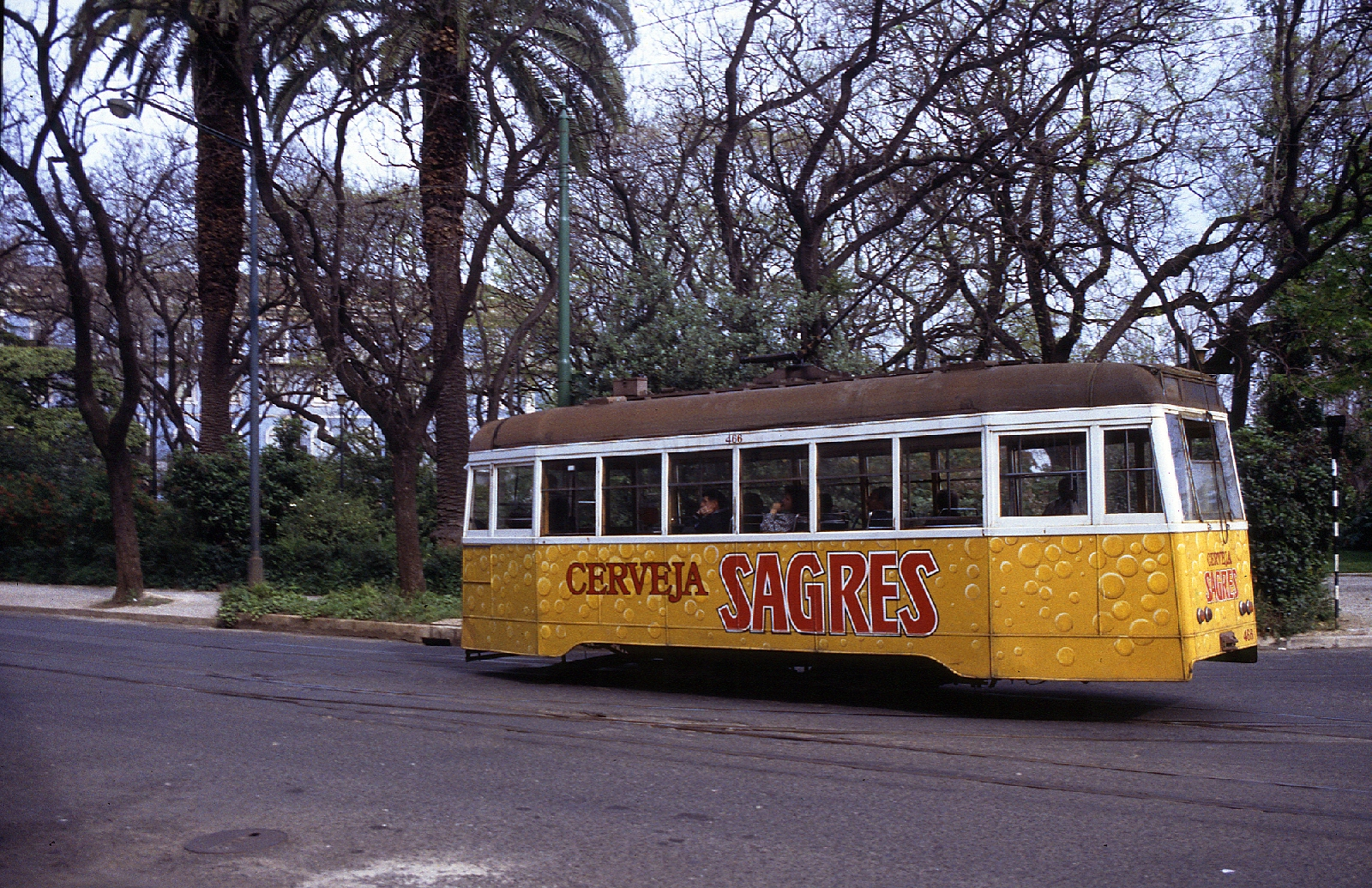
Nachkriegsfahrzeug (Ligeiro) um 1985

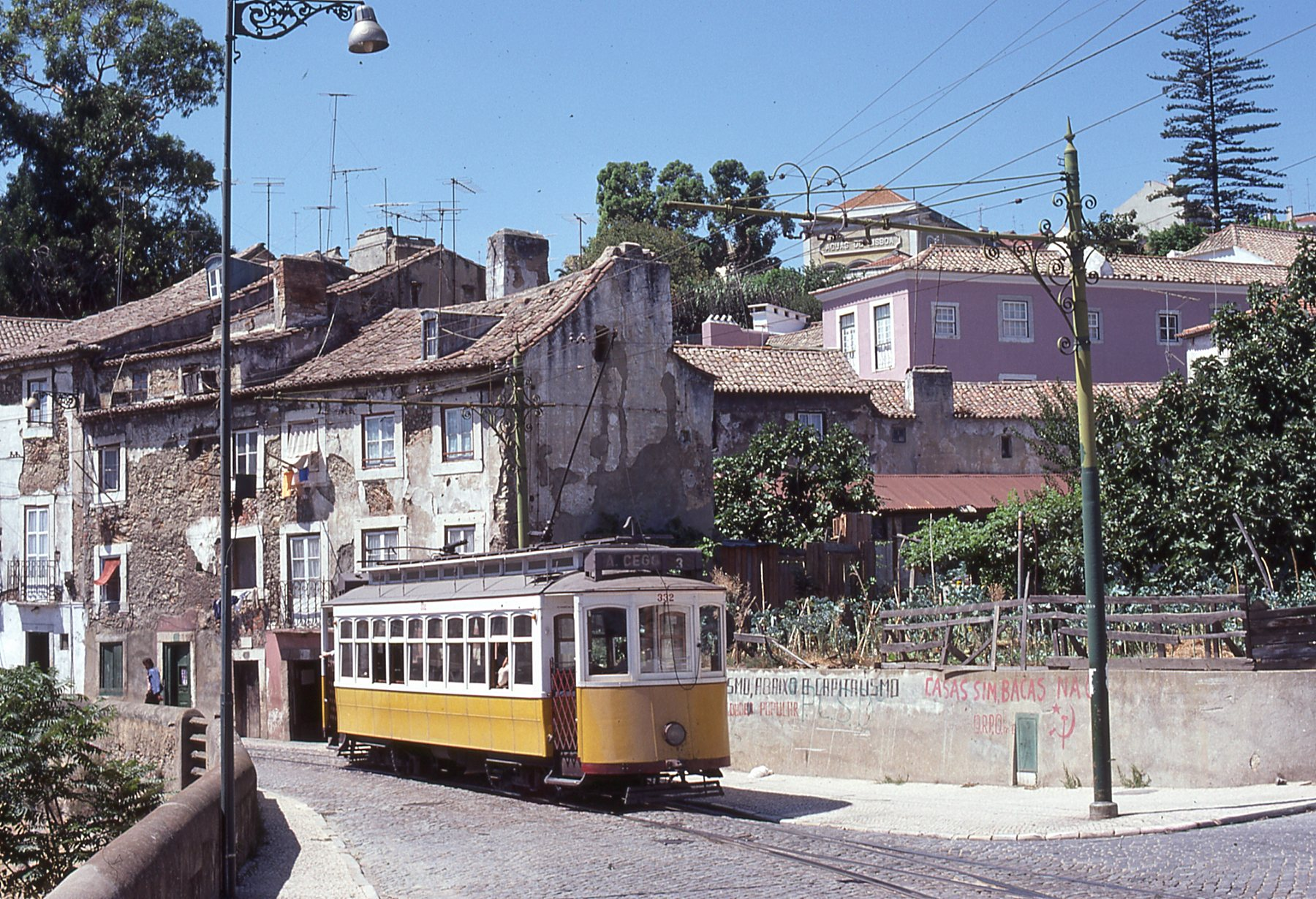
Americano Nummer 332 im Jahr 1977 auf Linie 3

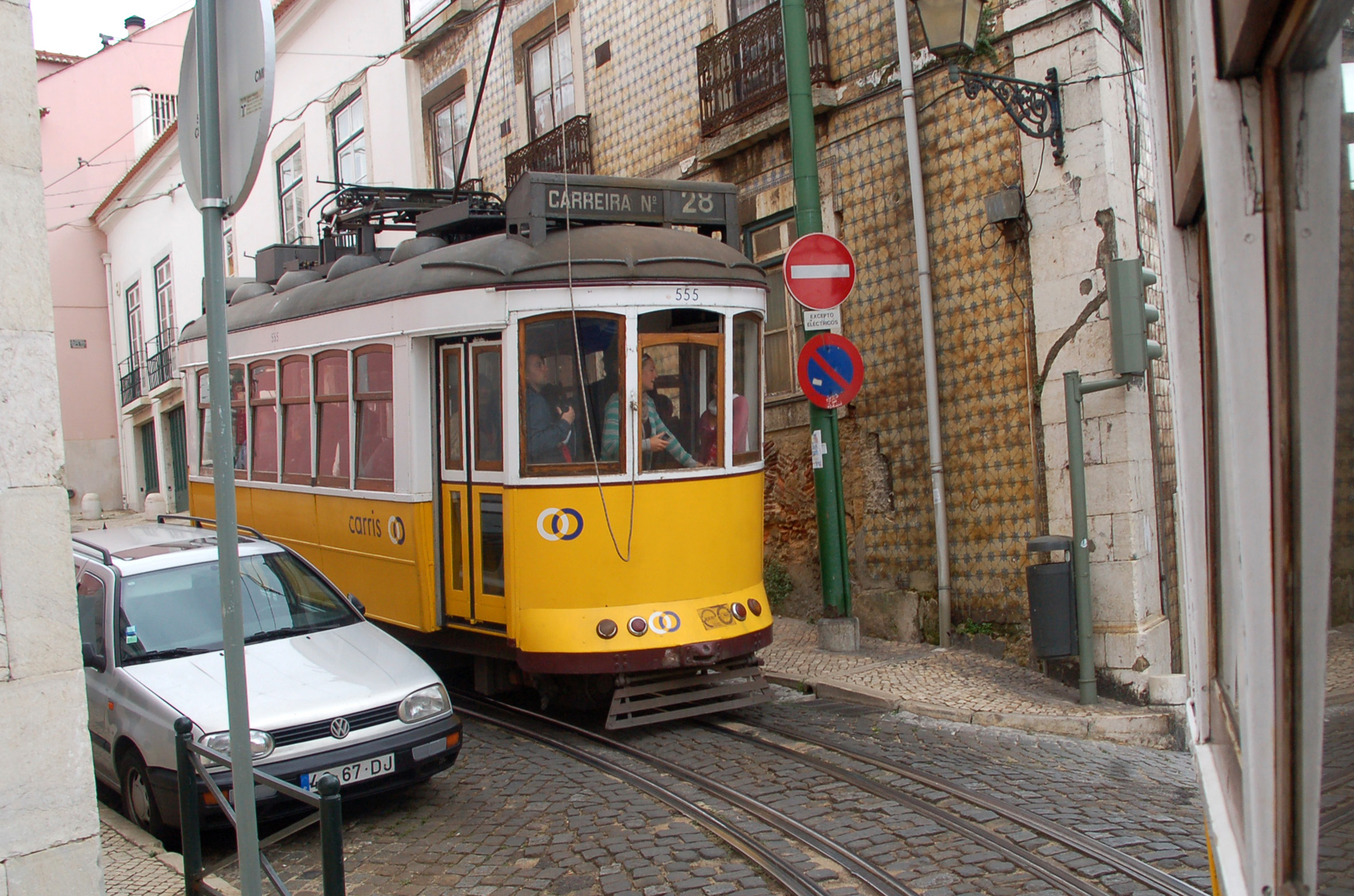
Linie 28 in den engen Gassen der Alfama

Das Gleisnetz blieb nach den bis 1974 durchgeführten Stilllegungen zunächst weitgehend unverändert. Die gestiegene Nachfrage nach der Nelkenrevolution und der Sturz der Salazar-Diktatur ließen weitere Stilllegungen nicht zu, die neu beschafften Busse setzte das Unternehmen auf dringend nötigen Liniennetzerweiterungen ein. Auch das Liniennetz wurde nur punktuell angepasst, so etwa 1984 mit dem Ersatz der Ringlinien 10/11 in der Alfama durch die verlängerte Linie 28. Noch 1988 verkehrten auf dem weiterhin etwa 50 Kilometer langen Streckennetz 16 Linien. Dann begann eine dritte, umfangreiche Stilllegungswelle, die von 1990 bis 1997 zur Einstellung von zwölf Linien führte:
| Linie | Strecke                                                          | Einstellung       |
| ----- | ---------------------------------------------------------------- | ----------------- |
| 03    | Arco do Cego – Praça da Figueira – Poço do Bispo                 | 18. November 1991 |
| 10    | Cais do Sodré – Largo do Rato                                    | 18. November 1991 |
| 12    | Martim Moniz – Sao Tomé                                          |                   |
| 15    | Praça do Comércio – Algés – Cruz Quebrada                        |                   |
| 16    | Belém – Praça do Comércio – Poço do Bispo                        | 18. November 1991 |
| 17    | Algés – Praça do Comércio – Praça da Figueira – Alto de São João | 05. Mai 1997      |
| 18    | Praça do Comércio – Santos – Ajuda                               |                   |
| 19    | Arco do Cego – Praça da Figueira – Alcântara                     | 18. November 1991 |
| 20    | Martim Moniz – Gomes Freire – Cais do Sodré                      | 18. Januar 1991   |
| 24    | Carmo – Campolide – Alto de São João – Rua da Alfândega          | 27. August 1995   |
| 25/26 | Estrela – Martim Moniz – Gomes Freire – Estrela                  | 18. Januar 1991   |
| 27    | Campolide – Arco do Cego – Poço do Bispo                         | 20. August 1990   |
| 28    | Martim Moniz – Graça – Estrela – Prazeres                        |                   |
| 29/30 | Estrela – Largo do Rato – Cais do Sodré – Estrela                | 18. Januar 1991   |

Ein wesentlicher Auslöser der Stilllegungen waren Behinderungen durch den stark angewachsenen Individualverkehr, die dazu führten, dass bei den Ringlinien 25/26 und 29/30 oft 20 bis 30 Minuten lang kein Wagen fuhr. Zudem waren viele Strecken in den Jahrzehnten zuvor nur unzureichend unterhalten worden. Während noch 1964 der Gleiszustand der Lissabonner Straßenbahn ausdrücklich gelobt wurde, beschrieb ihn ein Fachbesucher Ende der 1980er Jahre als „vielerorts bedenklich“.

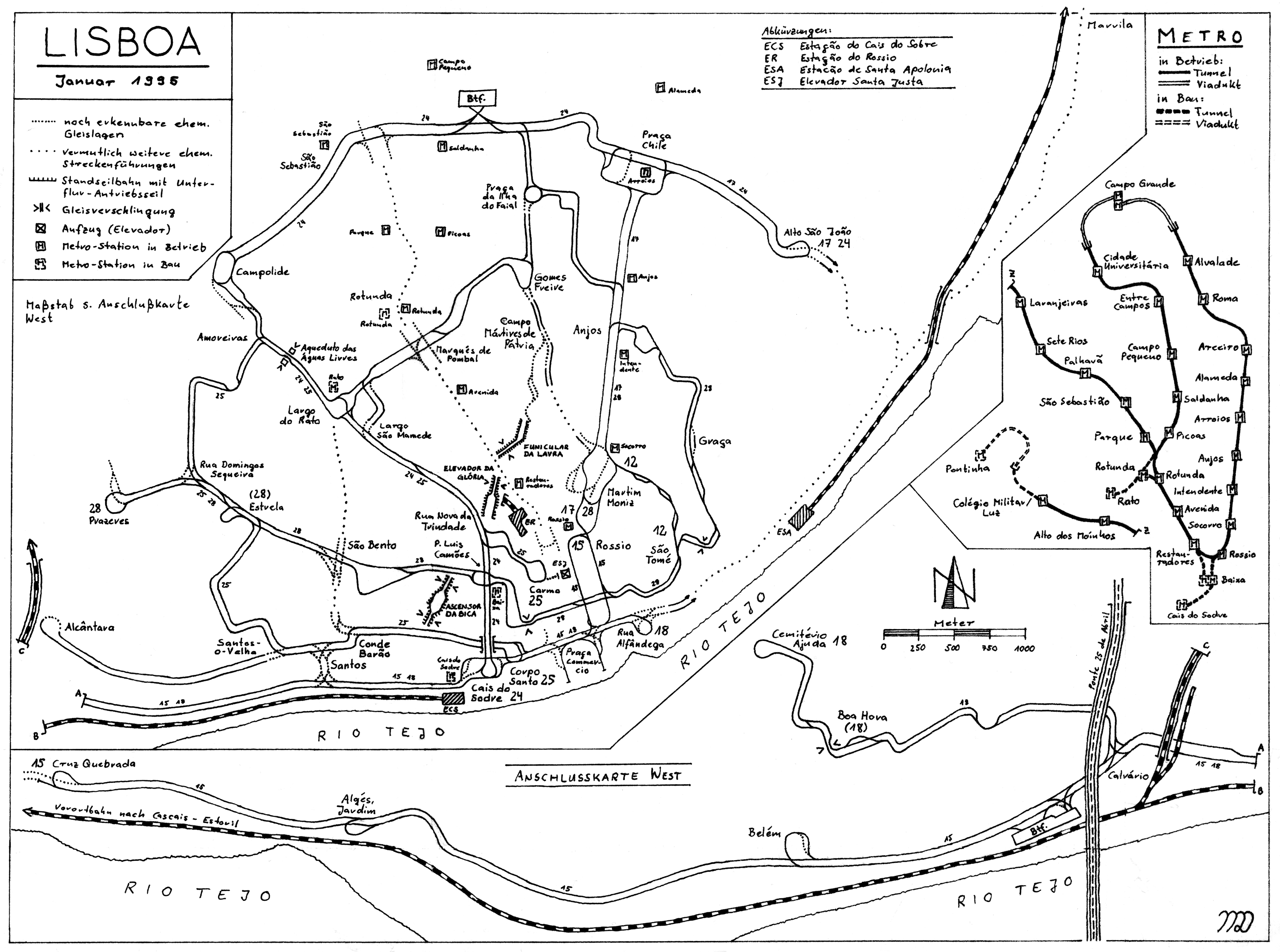
Gleisplan von 1995

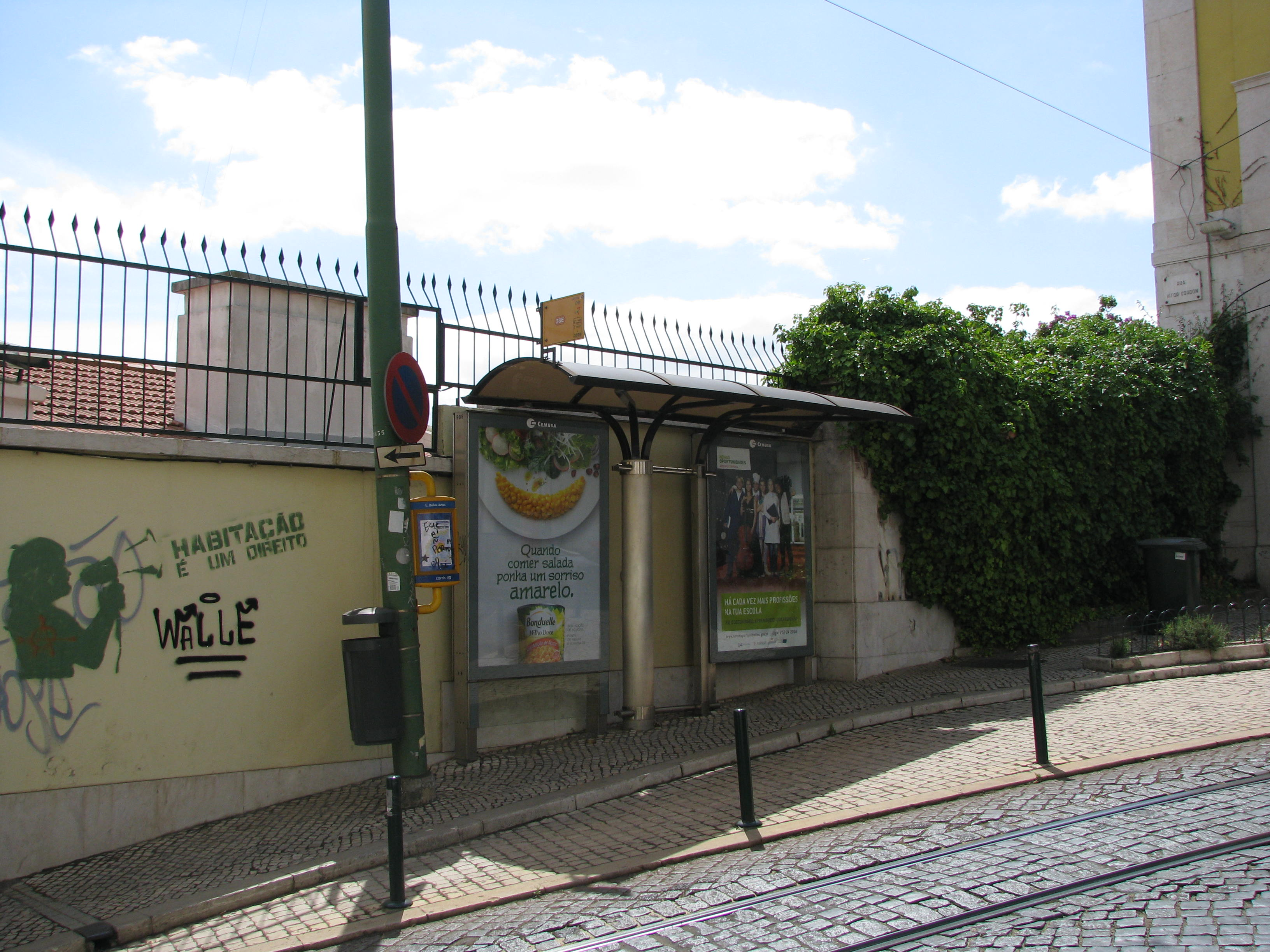
Haltestelle Lg. Belas Artes der Linie 28E

Mit der Einstellung der Linien 3, 16 und 24 verlor auch der damals wichtigste Bahnhof Lissabons, der Bahnhof Santa Apolónia, seinen Straßenbahnanschluss. Der Bahnhof ist erst seit 2007, wie auch der neue, im Zuge der Expo 98 zum Hauptbahnhof ausgebaute Bahnhof Lissabon Oriente, an die Lissabonner U-Bahn angebunden. Bis dahin verkehrten als Ersatz, wie auf den meisten eingestellten Strecken, ausschließlich Busse.
Mit den Stilllegungen gingen auch die Fahrgastzahlen zurück, nachdem sie schon infolge der schlechter gewordenen Beförderungsqualität und der parallel verkehrenden Buslinien gesunken waren. Hatte die Straßenbahn 1980 noch 89,6 Millionen Fahrgäste befördert, waren es 1989 nur noch 63,5 Millionen. Mit der Einstellungswelle ab 1990 reduzierte sich die Zahl auf rund 21 Millionen im Jahr 1995. 2006 hatte die Lissabonner Straßenbahn noch 16,5 Millionen Fahrgäste.
Im Zuge der Einstellung von Straßenbahnlinien reduzierte sich die Zahl der Depots von drei auf eines. Das verbliebene Depot Santo Amaro in der Rua Primeiro de Maio an der Strecke der Linie 15E nach Algés beherbergt auch die Hauptwerkstatt sowie das Carris-Museum.
Trotz der Einstellungen investierte Carris wieder in das verbleibende Netz. Die Gleise der Linien durch die Altstadt und der stark gefragten Linien entlang des Tejo-Ufers wurden saniert und das Gleisnetz durch Bau neuer Wendeschleifen an den inzwischen vollständig auf Einrichtungswagen umgestellten Wagenpark angepasst. Die bislang nur rund 600 Meter lange Linie 12E wandelte das Unternehmen in eine im Uhrzeigersinn bediente Rundlinie um, auch dafür erfolgte eine Anpassung des Gleisnetzes. Trotz der Modernisierungsabsichten wurde noch 1997 eine weitere Linie eingestellt. Seitdem hat das Straßenbahnnetz weitgehend den heutigen Umfang. Die Gleise der stillgelegten Strecken liegen allerdings noch an vielen Stellen in den Straßen. Auch die Oberleitung ist teilweise weiterhin vorhanden. Ein Grund dafür ist, dass die Oberleitung auch als Speiseleitung für die drei Standseilbahnen dient. Weitgehend vollständig und betriebsbereit blieb auch die Strecke der ursprünglich nur aufgrund von Bauarbeiten vorübergehend eingestellten Linie 24.

### Aktuelle Entwicklungen

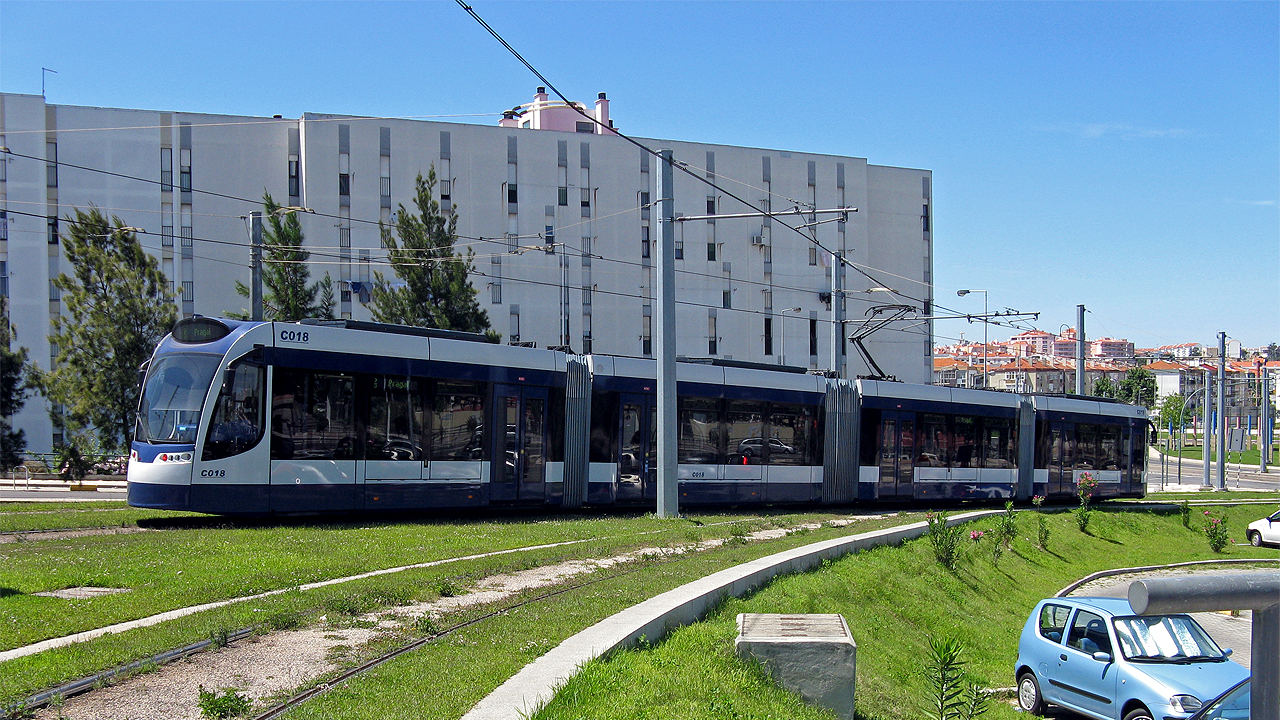
Ein Zug der Metro Sul do Tejo

Die Lissabonner Straßenbahn wird inzwischen vor allem als touristische Attraktion wahrgenommen, auch wenn sie auf den verbliebenen Linien normale Aufgaben des alltäglichen Verkehrs wahrnimmt. Da ihre verbliebenen Strecken fast ausschließlich straßenbündig verlaufen – nur die Linien 15E und 18E besitzen einige längere Abschnitte mit eigenem Bahnkörper – leidet die Zuverlässigkeit erheblich unter Behinderungen durch den motorisierten Individualverkehr. Sie wird daher in der Öffentlichkeit trotz der inzwischen vorhandenen modernen Niederflurbahnen oft als altmodisch beurteilt. Die in den letzten Jahren in Portugal neu errichteten Stadtbahnsysteme wie beispielsweise die Metro do Porto und die im Großraum Lissabon auf dem Südufer des Tejo gebaute Metro Sul do Tejo setzen sich in ihren Bezeichnungen daher bewusst von der Elétrico alten Stils ab, wie sie außer in Lissabon auch noch in Porto zu finden ist.
Stilllegungsabsichten für das ganze Netz, wie noch in den 1970er Jahren, werden nicht mehr verfolgt. Planungen zum erneuten Ausbau des Netzes bestanden aber lange Zeit lediglich auf dem Papier, insbesondere wurden tangentiale Verbindungen von Lissabonner Vororten und eine Neubaustrecke entlang des Tejoufers bis zum Bahnhof Lissabon Oriente diskutiert. Nach Aussage der Carris im Jahr 2008 waren damals bis auf Weiteres keine Änderungen im Straßenbahnnetz vorgesehen. Auch die seit einigen Jahren geplante Wiedereröffnung der Linie 24E Carmo–Campolide, deren Gleise und Oberleitungen noch vorhanden waren und 2003 nochmals aufgearbeitet wurden, verzögerte sich. Im Dezember 2005 wurden dazu Probefahrten durchgeführt. Im Herbst 2014 haben Aktivisten der Gruppe Fórum Cidadania Lx erneut zur Eröffnung der Linie 24E aufgerufen. 2015 wurde ein Teil der ehemaligen Linie 24 von den Touristentrams in Form der Chiado tram tour befahren. Planungen zur Neubeschaffung von weiteren Niederflurwagen wurden zunächst nicht weiter verfolgt.
Angesichts der Finanzkrise ab 2007 stoppte der portugiesische Staat vorerst einige Bauvorhaben im Bahnbereich, wie zum Beispiel die Schnellfahrstrecke Lissabon–Madrid oder die Schnellfahrstrecke Lissabon–Porto. 2008 war daher nicht davon auszugehen, dass in den nächsten Jahren nennenswerte Finanzmittel für eine Erweiterung bzw. die weitere Modernisierung der Straßenbahn Lissabon zur Verfügung stehen werden. Im November 2011 wurden Planungen bekannt, dass die Linie 18E nach Ajuda zum 2. Dezember 2011 oder zum Jahresende 2011 eingestellt werden sollte. Bereits Ende 1999 hatte es Pläne zur Stilllegung dieser Strecke gegeben, die dann aufgrund öffentlichen Widerstands nicht umgesetzt wurden. Wegen der massiven Proteste wird die Linie 18E weiter betrieben, ihre stadtseitige Endstelle wurde allerdings von der Rua da Alfândega zum Cais do Sodré zurückgezogen.
Erstmals seit langer Zeit wurde 2016 wieder in die Straßenbahn investiert – im Bereich Cais do Sodré entstand eine kurze Neubaustrecke, welche etwas weiter südlich in der Avenida Ribaira das Naus verläuft und dann im Bereich Corpo Santo in die Bestandsstrecke einmündet. Dabei wurden auch eine neue Wendeschleife und ein Wiederanschluss der Linie 24E zur Rua do Alecrim eingerichtet.
Ende 2016 gab die Stadtverwaltung Lissabon bekannt, dass die Linie 15E über die Rua da Alfandega zum Bahnhof Santa Apolonia verlängert werden soll. Die Bauarbeiten begannen im Mai 2017. Ebenso wurde 2017 bekannt gegeben, dass die größtenteils sanierte, aber nicht mehr in Betrieb genommene Linie 24 wieder in Betrieb genommen werden soll. Dafür sollen eigens neue zweiachsige Triebwagen angeschafft werden. Für die Verlängerung der Linie 15E ist die Anschaffung von Niederflurgelenktriebwagen vorgesehen – insgesamt sollen 30 neue Triebwagen angeschafft werden.
Im Frühling 2018 wurde begonnen, die stillgelegte Linie 24E wieder betriebsbereit zu machen. Der Abschnitt zwischen Largo Camões und Cais do Sodré konnte dabei noch nicht befahren werden, da die Weichenverbindungen am Largo Camões noch nicht wieder hergestellt sind und die Bauarbeiten hierfür nicht in der Touristenhochsaison stattfinden sollen. Der Abschnitt zwischen Largo Camões und Campolide wurde am 25. April 2018 wieder in Betrieb genommen. Auch wurde 2018 die betriebliche Engstelle der Linien 12 und 28 in der Rua São Tomé durch das Beilegen eines zweiten Gleises für die Linie 28 Richtung Graça beseitigt. Die zwar sehr fotogene, aber betrieblich komplizierte Engstelle ist somit nicht mehr vorhanden.
Weiters wurde im Jahr 2022 im Bereich Santos begonnen, die kurze Verbindung zwischen der Linie 15E und 25E wieder herzustellen.

## Derzeitiges Verkehrsangebot
Neben dem normalen Linienverkehr auf den vorhandenen sechs Linien bietet die Carris auf ihrem Gleisnetz auch verschiedene regelmäßige touristische Stadtrundfahrten an. Der Linienverkehr dient überwiegend dem regulären öffentlichen Personennahverkehr, stellt aber gleichzeitig eine Touristenattraktion dar. Besonders beliebt sind die in den engen Gassen der Altstadt fahrende Linie 28E und die Ringlinie 12E. Letztere verkehrt ausschließlich im Uhrzeigersinn. 2010 benutzten 17,4 Millionen Fahrgäste die fünf Linien.

### Liniennetz
Die Nummern der verbliebenen Linien erhielten im Jahr 1994 im Zuge der weitreichenden Linieneinstellungen den Zusatzbuchstaben „E“, der sich von Carro elétrico ableitet, der portugiesischen Bezeichnung für elektrische Straßenbahn, die im allgemeinen Sprachgebrauch zu Elétrico verkürzt wird. Verbreitet und von der Carris noch verwendet ist auch die frühere Schreibweise Eléctrico. Der Zusatzbuchstabe dient der Unterscheidung von Buslinien, die teilweise die gleichen Nummern führen, jedoch andere Routen befahren. Von den Rollbandanzeigen der Wagen wird der Zusatzbuchstabe jedoch nicht angezeigt. Die früher üblichen gestrichenen Liniensignale bei kurzgeführten Kursen werden heute nicht mehr verwendet.
Die sechs Linien haben derzeit die folgenden Streckenführungen und Taktangebote:
| Linie | Strecke | Reisezeit in Minuten | Takt mo–fr             | Takt sa/so                     | maximaler Fahrzeugbedarf |
| ----- | --- | -------------------- | ---------------------- | ------------------------------ | ------------------------ |
| 12E   | Praça da Figueira – Martim Moniz – São Tomé – Praça da Figueira                                                       | 19                   | 13-Minuten-Takt        | 13-Minuten-Takt                | 02                       |
| 15E   | Praça da Figueira – Praça do Comércio – Cais do Sodré – Santos – Alcântara-Mar – Santo Amaro – Belém – Algés (Jardim) | 40                   | 10-Minuten-Takt        | 11-Minuten-Takt                | 09                       |
| 18E   | Cais do Sodré – Santos – Alcântara-Mar – Boa Hora – Cemitério da Ajuda                                                | 31                   | 22-Minuten-Takt        | 30-Minuten-Takt (nur samstags) | 05                       |
| 24E   | Praça Luís de Camões – Jardim do Príncipe Real – Rato – Amoreiras – Campolide                                         | 21                   | 16/17-Minuten-Takt     | 16/17-Minuten Takt             | 03                       |
| 25E   | Campo de Ourique (Prazeres) – Estrela – Lapa – Santos – Conde Barão – Praça do Comércio – Praça da Figueira           | 25                   | 14 bis 17-Minuten-Takt | kein Verkehr                   | 08                       |
| 28E   | Martim Moniz – Graça – São Tomé – Rua da Conceição – São Bento – Estrela – Campo Ourique (Prazeres)                   | 40 / 37              | 8-Minuten-Takt         | 9/10-Minuten-Takt              | 15                       |

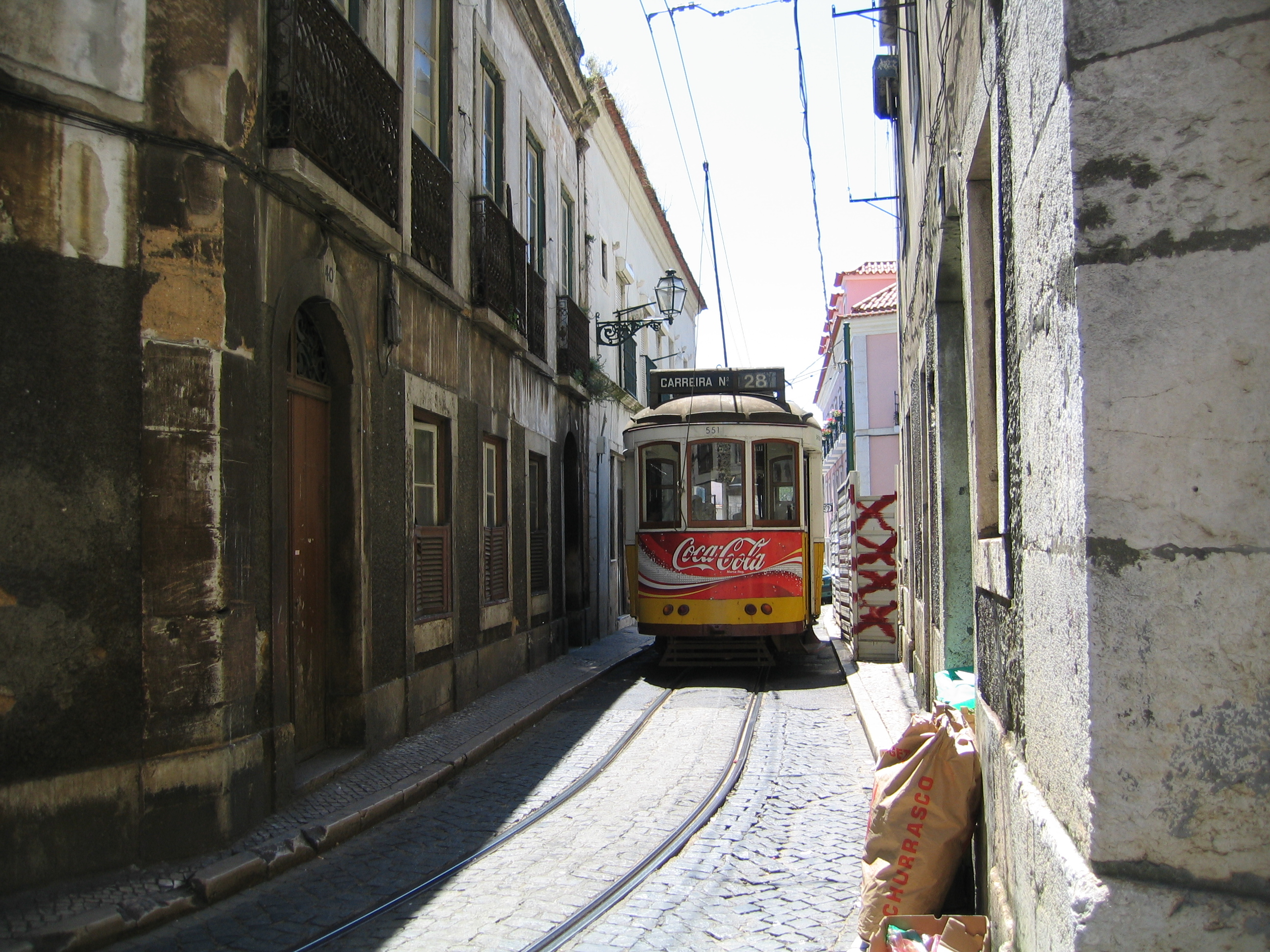
Enge Altstadtgasse auf der Linie 28E

Mit Ausnahme der bis etwa 1 Uhr bzw. 23 Uhr bedienten Linien 15E und 28E wird das Straßenbahnnetz abends nur bis etwa 20:30 Uhr bedient. Der Betrieb beginnt morgens je nach Wochentag und Linie zwischen 5 und 9 Uhr.
Jährlich werden auf den fünf Linien etwa 19 Millionen Fahrgäste befördert. Die Linie 15E hat davon mit rund 80 % den größten Anteil. Bedingt durch die relativ günstigen Fahrpreise werden die Betriebskosten nur zu etwa 25 % gedeckt, den Rest gleicht die Stadt aus.
Eine Besonderheit der Lissabonner Straßenbahn und insbesondere der verbliebenen Strecken sind die starken Steigungen von stellenweise bis zu 13,5 %, nach einigen Angaben sogar bis zu 14,5 %. Auch weitere Strecken des heutigen Netzes auf den Linien 12E, 18E und 25E weisen Steigungen von über 12 % auf. Der steilste Abschnitt befindet sich in der Calçada Nova de São Francisco auf der Linie 28E. Damit gehört die Straßenbahn Lissabon zu den weltweit steilsten Adhäsionsbahnen. Viele Abschnitte der Straßenbahn führen, teilweise unter Verwendung kleiner Radien von minimal neun Metern, eingleisiger Abschnitte und Gleisverschlingungen, durch enge Gassen, in denen keine anderen Verkehrsmittel als die schmalen und kurzen Altbau-Straßenbahnen eingesetzt werden können, sie bedingen an einigen Stellen überdies den (weiterhin erforderlichen) Einsatz der Stangenstromabnehmer (siehe dazu weiter unten den Abschnitt: Fahrleitungssystem und Stromabnehmer): Das alles erklärt, warum gerade die Linien durch die Alfama und weitere Altstadtquartiere erhalten blieben.

### Touristische Angebote

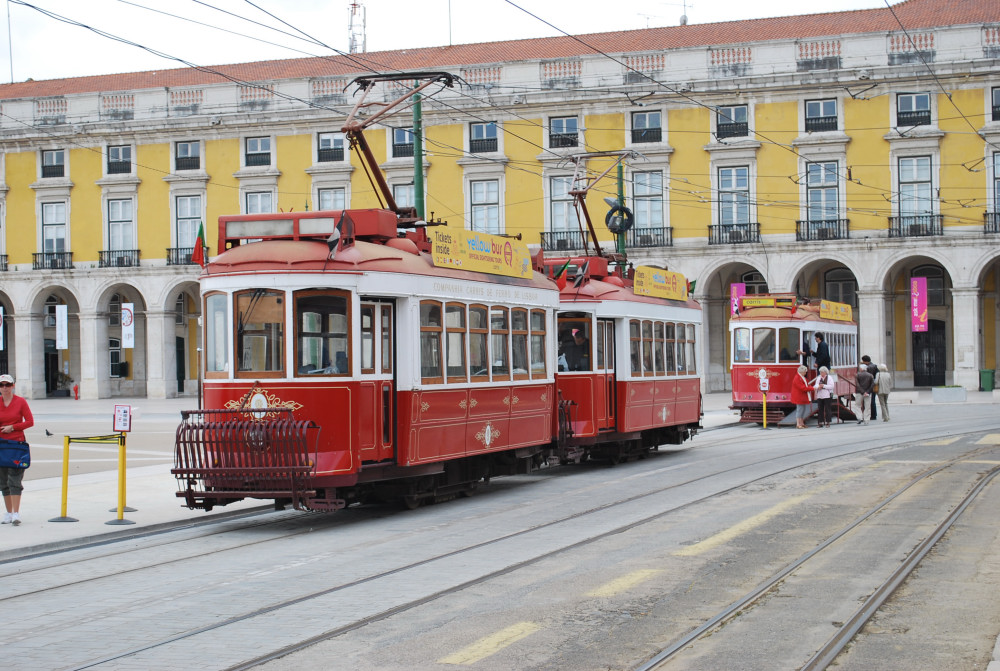
Zwei rot-weiß lackierte Stadtrundfahrtwagen an der Praça do Comércio, im Hintergrund ein als Fahrkartenverkauf dienender Americano

Die Stadt und der Verkehrsbetrieb haben inzwischen auch die touristische Bedeutung der Straßenbahn erkannt. Die bereits seit 1965 in der Sommersaison angebotenen Stadtrundfahrten wurden erheblich ausgeweitet und verkehren inzwischen ganzjährig. Die zwei vorhandenen und abweichend von den gelben Fahrzeugen des Linienverkehrs im ursprünglichen Rot von 1901 lackierten Triebwagen wurden um weitere entsprechend angepasste Fahrzeuge ergänzt. Inzwischen sind zehn rot/weiß lackierte Fahrzeuge unterwegs. Mit Ausnahme der zwei bereits seit 1965 verwendeten Wagen handelt es sich aber um Fahrzeuge aus den 1930er Jahren mit Standard-Wagenkasten. Sie sind innen mit einem Audiosystem ausgestattet. Die 1965 hergerichteten Triebwagen werden nicht mehr eingesetzt, einer davon befördert aber Besucher des Straßenbahnmuseums im weitläufigen Betriebshofgelände von Santo Amaro zur Fahrzeughalle.
Zunächst war das Angebot der Stadtrundfahrten sehr bescheiden, 1970 wurde beispielsweise täglich nur je eine Fahrt um 15 Uhr angeboten. Über Jahrzehnte gab es dann im Sommerhalbjahr etwa fünf Fahrten täglich. Seit 2001 fahren die roten Triebwagen ganzjährig. Angeboten werden Fahrten auf mehreren Routen, die an der Praça do Comércio beginnen und auf denen die normalen Fahrausweise für Bus- und Straßenbahnlinien der Carris nicht gelten. Die Colinas Tour über die steilen Strecken der Altstadt verkehrt in der sommerlichen Hauptsaison von Juni bis September alle 20 Minuten, im Winterhalbjahr halbstündlich. Dreimal täglich wurde die Discoveries Tour zum Weltkulturerbe Hieronymus-Kloster in Belém gefahren. Mittlerweile wird Belém von den Touristentrams nicht mehr angefahren, die nunmehrige Castle Tramcar Tour verläuft vom Praça do Comércio über die Strecke der Linie 25E nach Estrela und weiter über die Strecke der Linie 28E via Praça Luís de Camões, Chiado, Baixa in die Alfama und Graça bis Martim Moniz, von wo die Straßenbahnen über die Betriebsstrecke zum Praça da Figueira fahren, um dann über die Strecke der Linie 15E wieder zum Ausgangspunkt zu gelangen. Die Betriebszeiten wurden erheblich ausgeweitet, sodass nun zwischen Juni und September zwischen 9:30 und 19:00 Uhr gefahren wird, im Winter nur bis 17:30 Uhr. Die Dauer der Rundfahrt wird mit 1,5 Stunden angegeben.
2015 wurde das touristische Angebot der Straßenbahn erweitert, die Chiado Tram Tour befuhr seither auf einigen hundert Metern auch die stillgelegte Strecke der Linie 24. Die Triebwagen wurden hierfür eigens braun-grün lackiert. Die Fahrten fanden täglich zwischen 11:00 und 16:00 Uhr statt und dauerten circa 20 Minuten. Gewendet wurde über eine Weichenverbindung an der Praça do Príncipe Real.
Mittlerweile wurde die Chiado Tram Tour ausgeweitet und in Hills Tramcar Tour umbenannt. Nun verkehren drei Kurse im Linienverlauf Graça – Alfama – Baixa – Praça Luís de Camões – Praça do Príncipe Real. In den Prospekten der Carris wird als Abfahrts- und Endpunkt weiterhin der Praça da Figueira angegeben. Die Tour verkehrt zwischen Juni und September zwischen 10:00 und 19:00 Uhr, im Winter bis 18:00 Uhr und dauert etwa eine Stunde und 15 Minuten.
Die Stadtrundfahrtangebote sind als Hop-on-hop-off-Touren konzipiert, sodass die Fahrgäste an den einzelnen Sehenswürdigkeiten nach Belieben aussteigen können. Es werden für die einzelnen Touren ausschließlich 24-Stunden-Fahrscheine verkauft. Kombinierte Fahrkarten für alle Straßenbahntouren gibt es lediglich in Form eines 48-Stunden-Tickets, das auch drei weitere Sightseeingtouren per Bus umfasst.

## Straßenbahnmuseum
Zusätzlich zu den touristischen Angeboten unterhält Carris seit 1999 im Depot Santa Amaro ein Verkehrsmuseum. Hier wird in drei unterschiedlichen, räumlich getrennten Sektionen die Unternehmensgeschichte von Beginn an bis zur Metro sowie der historische Fahrzeugpark des Unternehmens präsentiert. Dieser besteht aus Straßenbahnwagen unterschiedlicher Bauarten und Bussen, welche zum Teil betriebsfähig sind. Die alte Fahrkartendruckerei, eine Galerie und ein Museumsshop runden das Angebot ab. Um die relativ weit voneinander gelegenen Hallen bequem zu erreichen und um die Besucherströme innerhalb des weiterhin auch für den planmäßigen Betrieb genutzten Depots sicher zu bewältigen, verkehrt zwischen den einzelnen Ausstellungsteilen ein Straßenbahnwagen im Pendelverkehr.

## Fahrzeuge

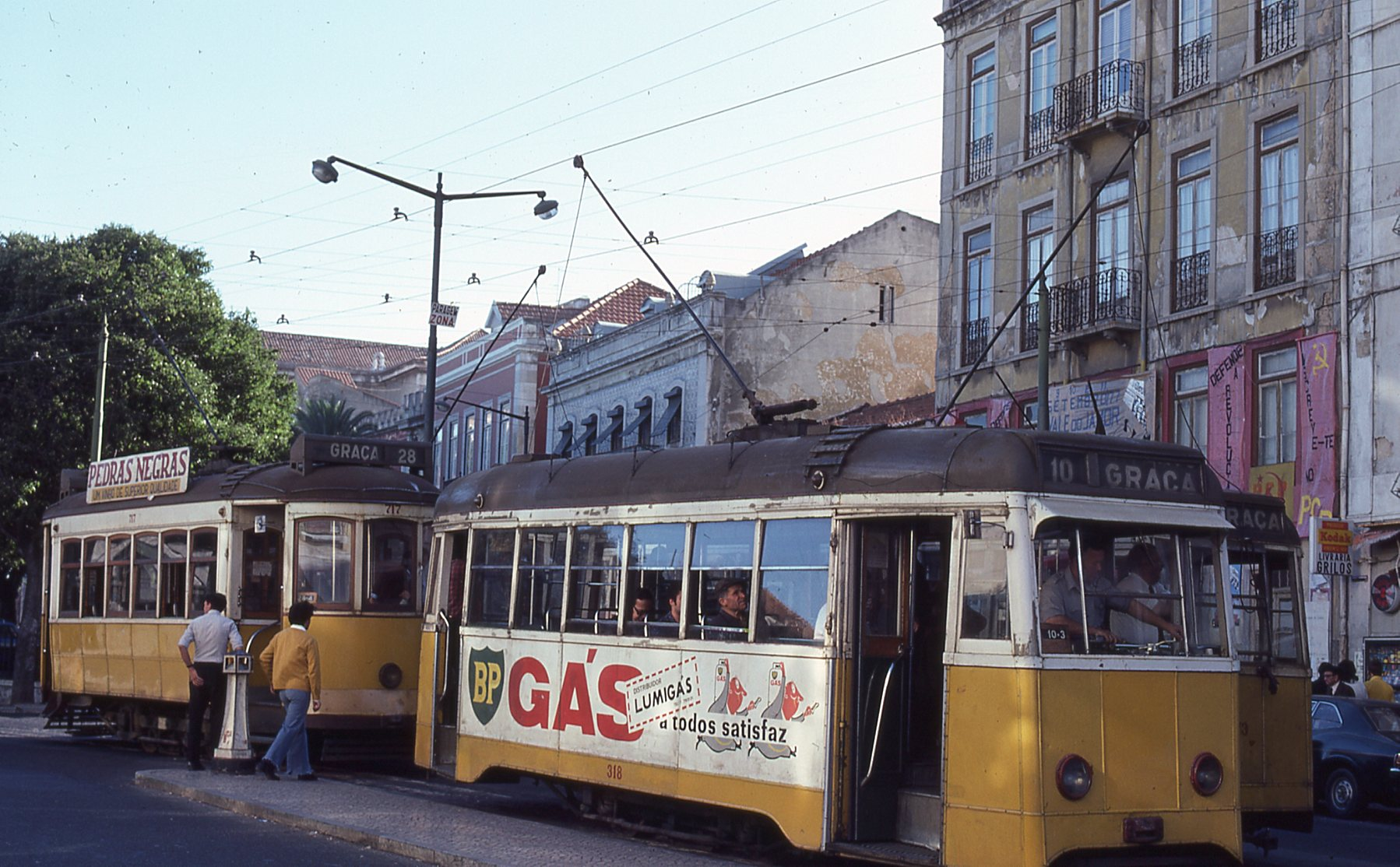
Zwei Wagen der Linien 10 und 28 im Jahr 1977

Die Lissabonner Straßenbahn ist für ihren historischen Fahrzeugpark bekannt, der bis zur Auslieferung einer ersten Serie von modernen Gelenkwagen in Niederflurtechnik im Jahr 1995 überwiegend aus der Zeit vor dem Zweiten Weltkrieg stammte. Entwicklung und Anschaffung modernerer Fahrzeuge für die Lissabonner Straßenbahn hatten, wie bei anderen öffentlichen Verkehrsmitteln Portugals auch, unter dem Diktator Salazar und den wirtschaftlichen Bedingungen seines Anfang der 1930er Jahre geschaffenen „Neuen Staates“ (Estado Novo) keine Priorität. Daher wurde bereits Anfang der 1970er die Straßenbahn der Hauptstadt als „Oldtimer-Eldorado“ bezeichnet. In den ersten Jahren der elektrischen Straßenbahn wurden die Wagen rot/weiß lackiert, seit Jahrzehnten sind die Wagen allerdings traditionell in gelb-weiß lackiert, abgesehen von den seit 1965 rot-weiß lackierten Wagen für die Stadtrundfahrten. Ab Anfang der 1980er Jahre erhielten allerdings viele Fahrzeuge Ganzreklame.

### Pferdebahn
Die Pferdebahn hatte zunächst offene Wagen aus den Vereinigten Staaten, die Mehrzahl kam von John Stephenson Co., New York. Wegen dieser Herkunft erhielten sie die Bezeichnung carros americanos. Anlässlich der Umspurung ersetzte man diese durch geschlossene Wagen, die ebenfalls aus den Vereinigten Staaten stammten. Letztere wurden noch jahrzehntelang als Beiwagen der elektrischen Straßenbahn weiterverwendet.

### Kabelbahn
Auf der Kabelbahnstrecke von Estrela nach Chiado wurden während ihrer Existenz insgesamt sechs Fahrzeuggarnituren eingesetzt, zum einen vier kleine Einrichtungswagen mit den Nummern 1, 3, 4 und 8, zum anderen zwei Garnituren aus je einem offenen Sommerwagen mit der Spannklaue für das Kabel und einem geschlossenen Beiwagen. Die Beiwagen erhielten die Nummern 5 und 6, die Nummern der Sommerwagen sind unbekannt. Die mit Zweirichtungswagen bediente Graça-Strecke besaß insgesamt vier Fahrzeuge, jeweils zwei Exemplare zweier unterschiedlicher Typen. Zum Fahrzeugpark der dritten Bahn nach São Sebastião sind keine genauen Angaben bekannt. Alle Kabelbahnwagen wurden nach Einstellung der Strecken ausgemustert.

### Elektrische Straßenbahn

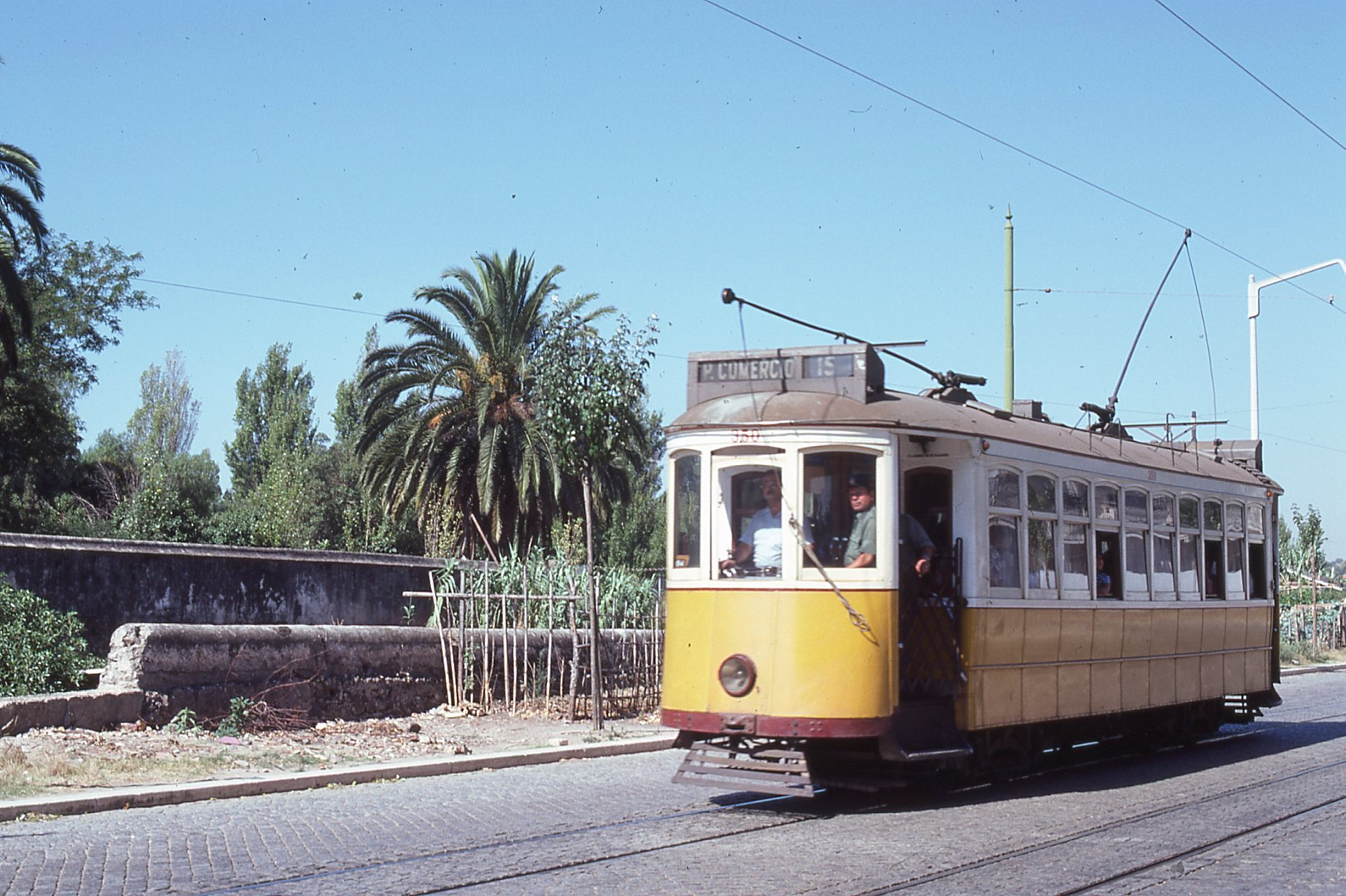
1977: Americano 350 auf der Linie 15

Der Wagenpark der Straßenbahn lässt sich in vier wesentliche Beschaffungszeiträume unterteilen. Bis 1914 beschaffte das Unternehmen alle Fahrzeuge aus den Vereinigten Staaten. Nach dem Ersten Weltkrieg schloss sich die Periode der sogenannten Standardwagen an, die die Carris bis 1940 in den eigenen Werkstätten baute. Von 1947 bis 1964 wurden, wiederum in den eigenen Werkstätten, die sogenannten Ligeiros gebaut, teilweise als Umbauten älterer Fahrzeuge. Seit 1995 setzt sich der Fahrzeugpark aus neuen Niederflur-Gelenkwagen und umfassend modernisierten Standardwagen zusammen. 2023 kam eine zweite Serie neuer Niederflurwagen von Typ CAF Urbos zur Auslieferung.

#### Americanos(1901 bis 1914)
Hersteller fast aller vor 1914 beschafften und wie bereits die Pferdebahnwagen als Carros americanos oder schlicht Americanos bezeichneten Fahrzeuge war die J. G. Brill Company, ab 1910 war sie ausschließlicher Lieferant. Die elektrische Ausrüstung stammte von General Electric. Für die flachen Strecken entlang des Tejoufers und auf den großen Ausfallstraßen wie beispielsweise der Avenida Almirante Reis wurden 1906 bis 1907 zwei Serien vierachsige Maximum-Triebwagen beschafft, deren letzte Exemplare bis zur Beschaffung der neuen Niederflur-Gelenkwagen 1996 im Einsatz blieben. Sie waren zuletzt auf den Linien 15, 17 und 19 im Einsatz. Rund die Hälfte der Vierachser wie auch 80 Zweiachser waren Sommerwagen, sie wurden allerdings bereits bis 1955 ausgemustert oder in geschlossene Fahrzeuge umgebaut. Alle übrigen Strecken erhielten zweiachsige Trieb- und Beiwagen, letztere durften allerdings auf Strecken mit starken Steigungen nicht eingesetzt werden. Sie waren bereits gegen Ende der Pferdebahnzeit geliefert worden und waren vollständig als Sommerwagen ausgeführt. Die meisten anderen Fahrzeuge entsprachen dem „Semi-convertible“-Typ von Brill, bei deren Fenstern die unteren drei Fünftel geöffnet sowie im Wageninneren nach oben geschoben und arretiert werden können. Damit war auch in den Sommermonaten eine ausreichende Belüftung der Fahrzeuge möglich.
| Bild       | Nummern          | Baujahre  | Anzahl | Hersteller                    | Achsfolge | Ausmusterung | Anmerkungen                                                                 |
| ---------- | ---------------- | --------- | ------ | ----------------------------- | --------- | ------------ | --------------------------------------------------------------------------- |
| Tw 264     | 203–282          | 1901      | 80     | J. G. Brill Company           | 2x        | 1932–1937    | Sommerwagen                                                                 |
| Tw 283     | 283–322          | 1902      | 40     | J. G. Brill Company           | 4x        | 1952–1955    | Sommerwagen                                                                 |
| Tw 323     | 323–342          | 1906      | 20     | J. G. Brill Company           | 4x        | bis 1995     |                                                                             |
| Tw 360     | 343–362          | 1906      | 20     | John Stephenson Co., New York | 4x        | bis 1995     | Wagen 355 dient als stationärer Fahrkartenverkauf auf der Praça do Comércio |
| Tw 367     | 363–367          | 1910      | 05     | J. G. Brill Company           | 4x        | 1939         | Drehgestelle für 806–810 verwendet                                          |
|            | 389–399          | 1901–1907 | 11     | J. G. Brill Company           | 2x/4x     | ?            | Arbeitswagen                                                                |
| Tw 444     | 401–474          | 1909      | 75     | St. Louis Car Company         | 2x        | 1935–1963    | Wagen 435 und 437 ab 1965 als Touristentrams genutzt                        |
| Tw 475–499 | 475–499, 503–507 | 1913–1914 | 28     | J. G. Brill Company           | 2x        | 1951–1963    | Fahrgestelle für Caixotes verwendet                                         |
| Tw 500–502 | 500–502          | 1914      | 03     | J. G. Brill Company           | 2x        | 1968         | Brill-„Radiax“-Fahrgestelle                                                 |
| Tw 166     | 153–202          | 1899–1901 | 50     | J. G. Brill Company           | 2x        | 1953–1955    | Beiwagen, Ausführung als Sommerwagen                                        |

#### Standardwagen (1925 bis 1947)
Nach dem Ersten Weltkrieg baute und modernisierte die Carris ab 1924 alle Fahrzeuge selbst unter Verwendung zugelieferter Teile aus den Vereinigten Staaten und Großbritannien in der eigenen Hauptwerkstatt Santo Amaro. Zunächst wurden die alten Wagenkästen der Vorkriegsserien von Brill nachgebaut. Ab 1928 erhielten sie den einheitlichen Standard-Wagenkasten, den mit Ausnahme der Niederflurwagen alle derzeit noch in Betrieb befindlichen Triebwagen haben. Alte Vorkriegsfahrzeuge wurden ab 1931 teilweise ebenfalls mit neuen Wagenkästen versehen. Bis 1940 entstanden alle zweiachsigen Fahrzeuge weitgehend nach den ursprünglich aus den Vereinigten Staaten beschafften Vorbildern. Viele der bis zum Zweiten Weltkrieg beschafften Fahrzeuge wurden in den Folgejahren mehrfach umgebaut und modernisiert, beispielsweise durch nachträgliche Verblechung oder Umbau von Laternen- auf Tonnendach. Ein Teil blieb jedoch weitgehend im Ursprungszustand in Betrieb.
Ausnahme von der ansonsten ausschließlichen Beschaffung zweiachsiger Triebwagen war eine 1939 beschaffte Serie von fünf vierachsigen Triebwagen in etwas geändertem Design, die erstmals geschlossene Plattformen erhielten. 1943 wurden auf alten Fahrgestellen weitere fünf Fahrzeuge dieser Art gebaut.
| Bild           | Nummern                 | Baujahre  | Anzahl | Hersteller  | Achsfolge | Ausmusterung | Anmerkungen                                                   |
| -------------- | ----------------------- | --------- | ------ | ----------- | --------- | ------------ | ------------------------------------------------------------- |
|                | 508–531                 | 1925      | 24     | Santo Amaro | 2x        | bis 1980     | Umbau in Einrichtungswagen                                    |
|                | 601–612                 | 1927      | 12     | Santo Amaro | 2x        | 1952–1972    | Lange Zweiachser, speziell für die Linie 28                   |
|                | 532–551                 | 1928      | 20     | Santo Amaro | 2x        | bis 1990     | Erster „Standard“-Typ                                         |
| Tw 777 (566)   | 552–571                 | 1931      | 20     | Santo Amaro | 2x        | bis 1985     | 1985 15 Wagen in Typ 761–785 umgebaut                         |
|                | 203–282                 | 1932–1937 | 80     | Santo Amaro | 2x        | bis 1996     | Ersatz für ältere Brill-Wagen, teilweise Umbau in Remodelados |
| Tw 415 (links) | 415, 455, 467, 468, 483 | 1935      | 05     | Santo Amaro | 2x        | bis 1996     | Ersatz für ältere St.-Louis-Car-Wagen                         |
|                | 613–617                 | 1935      | 05     | Santo Amaro | 2x        | bis 1996     | speziell für Linien 12 und 28, 1985 Umbau für Einmannbetrieb  |
| Tw 707         | 701–735                 | 1936–1940 | 35     | Santo Amaro | 2x        | bis 1996     | speziell für Linien 12 und 28, teilweise Umbau in Remodelados |
| Tw 801         | 801–805                 | 1939      | 05     | Santo Amaro | 4x        | 1978–1994    |                                                               |
| Tw 808         | 806–810                 | 1943      | 05     | Santo Amaro | 4x        | 1993/1994    | auf alten Brill-Drehgestellen aufgebaut                       |

#### Ligeirosbzw.Caixotes(1947 bis 1964)

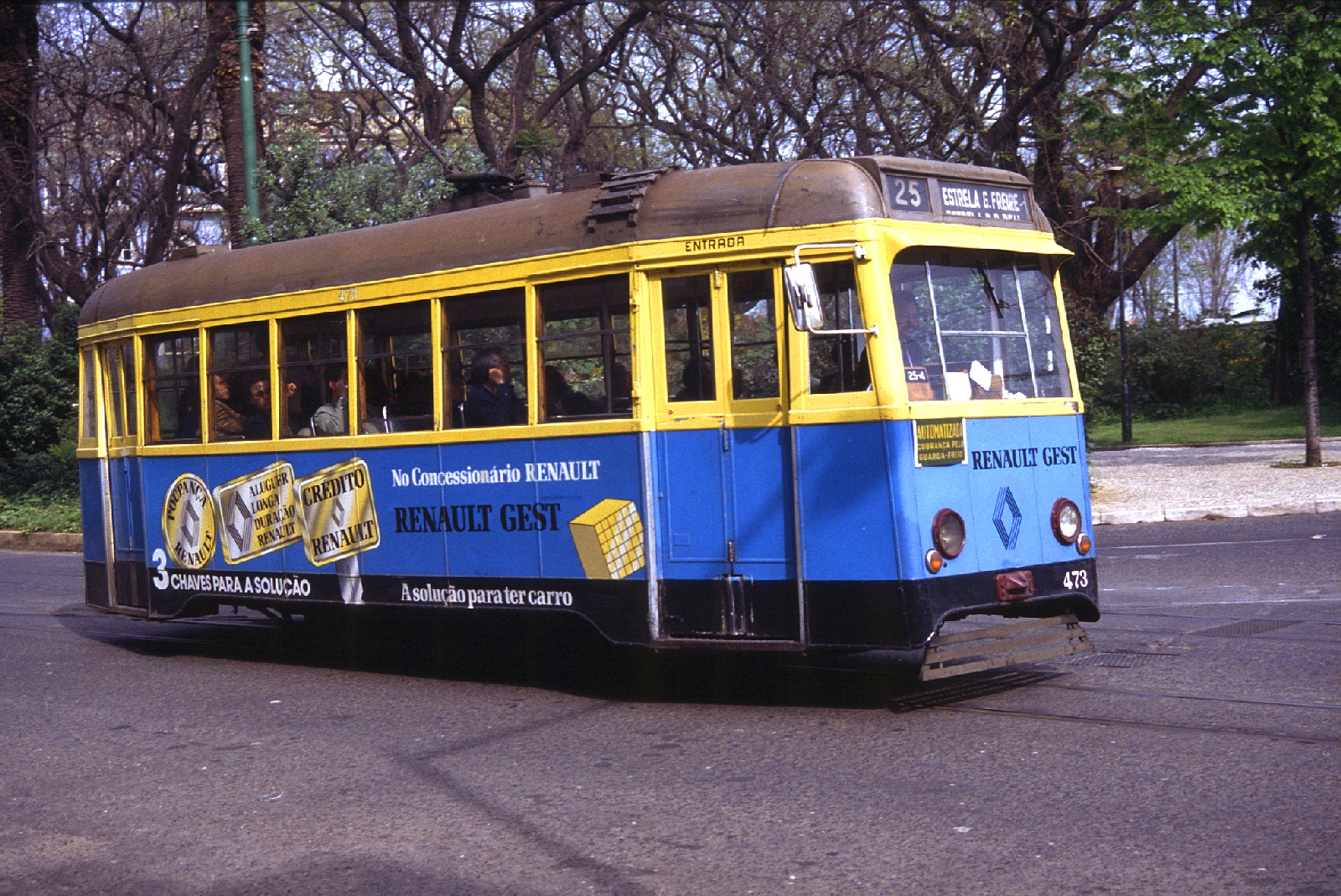
Ein Ligeiro-Triebwagen der Nachkriegsserien im „kantigen Design“ um 1985

Ab 1947 entstanden Neu- und Umbauten eines leichten Einheitstyps (portugiesisch: Ligeiro) mit einem neuen, „kantigen Design“, das von manchen Beobachtern als „wenig elegant“ bezeichnet wurde. Sie erhielten daher auch den Spitznamen Caixotes (portugiesisch für Schachtel oder Kiste). Insgesamt entstanden ab 1947 zehn vierachsige und 130 zweiachsige Triebwagen in diesem Design, dazu kamen 100 zweiachsige Beiwagen. Wie bei den Standardwagen der Vorkriegszeit wurden zunächst aus Großbritannien zugelieferte Teile genutzt, vor allem Fahrgestelle. Abgesehen von den Vierachsern und den ersten zehn Zweiachsern verwendete die Carris für die übrigen Fahrzeuge Fahrgestelle älterer Fahrzeuge, meist solche der Fahrzeuggeneration aus den Jahren vor 1914. Ein Großteil der Wagen entstand als Einrichtungswagen. Mit der sukzessiven Stilllegung weiter Teile des Netzes wurden die Fahrzeuge dieses Typs ab Ende der 1980er Jahre schrittweise abgestellt. Die letzten Wagen wurden 1992 ausgemustert.
| Bild       | Nummern              | Baujahre  | Anzahl        | Hersteller  | Achsfolge | Ausmusterung | Anmerkungen           |
| ---------- | -------------------- | --------- | ------------- | ----------- | --------- | ------------ | --------------------- |
| Tw 902     | 901–910              | 1947      | 10            | Santo Amaro | 4x        | 1978–1989    |                       |
| Tw 744 (?) | 736–745              | 1947      | 10            | Santo Amaro | 2x        | 1985/1986    |                       |
| Tw 304     | 283–322              | 1954–1962 | 40            | Santo Amaro | 2x        | bis 1992     | Einrichtungsfahrzeuge |
| Tw 466     | 401–507 (mit Lücken) | 1952–1964 | mindestens 79 | Santo Amaro | 2x        | bis 1992     | Einrichtungsfahrzeuge |
| Tw 466     | 609–610              | 1954      | 02            | Santo Amaro | 2x        | bis 1992     |                       |
| Tw 152     | 101–200              | 1952–1957 | 100           | Santo Amaro | 2x        | bis 1989     | Beiwagen              |

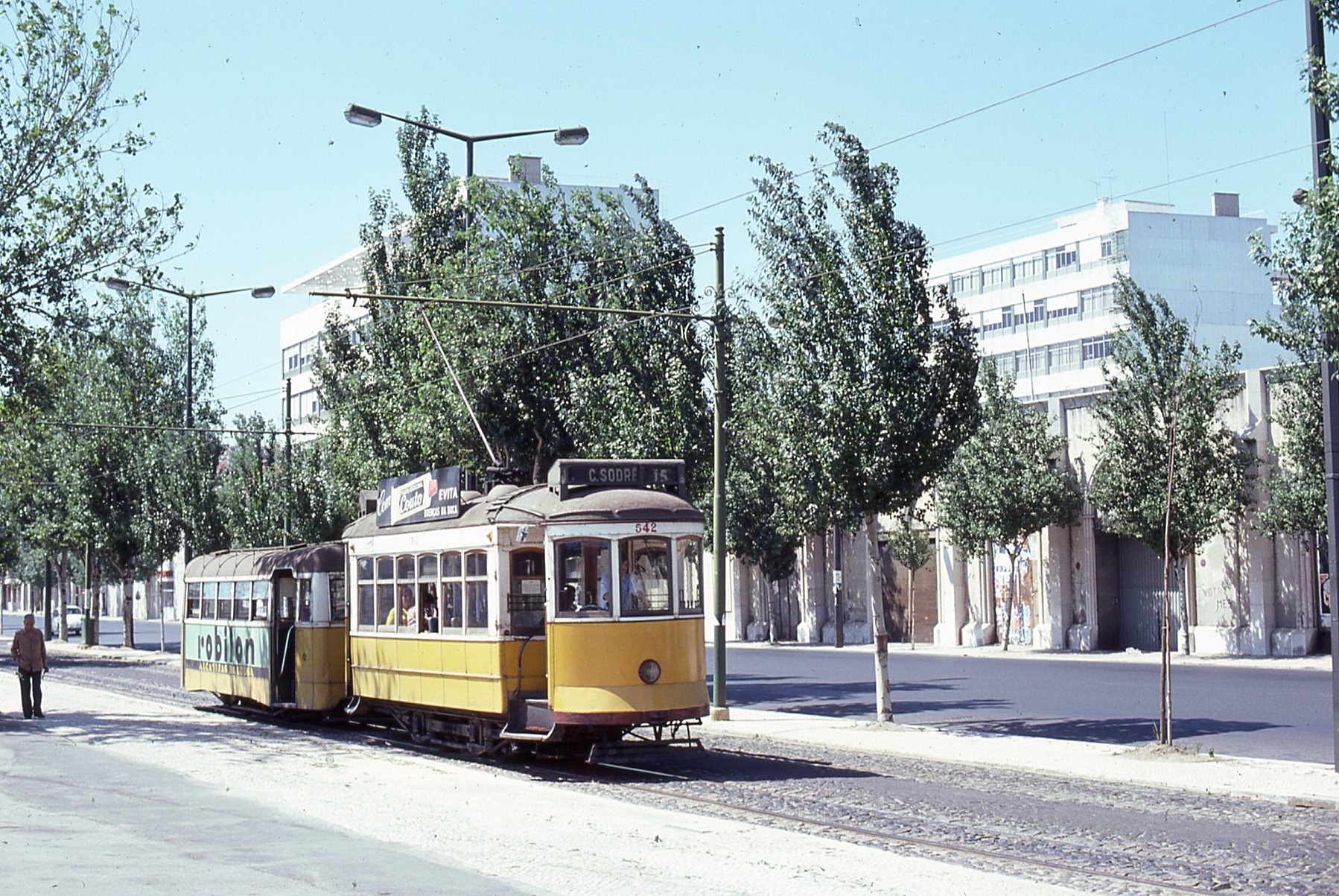
Triebwagen 542 mit Caixote-Beiwagen im Jahr 1977

Während 1970 noch rund 400 Triebwagen und 100 Beiwagen im Einsatz waren sank diese Zahl bis 1983 auf 272 Trieb- und 34 Beiwagen. Alle nicht umgebauten oder modernisierten Zweiachser der Baujahre bis 1914 musterte das Unternehmen bis 1980 aus. 1988 hatte die Carris noch rund 200 Triebwagen, von denen planmäßig etwa 130 Fahrzeuge für alle Linien benötigt wurden. Die ältesten der täglich eingesetzten Fahrzeuge waren die bereits über 80 Jahre alten Americanos. Ab Mitte der 1980er Jahre modernisierte das Unternehmen die zwei- und vierachsigen Triebwagen teilweise. Sie erhielten automatische Falttüren und wurden zum Teil in Einrichtungswagen und für schaffnerlosen Betrieb umgerüstet. Auch wurde ein Teil der neueren eckigen Zweiachser dergestalt umgebaut, dass auf die vergleichsweise neuen Fahrgestelle einschließlich der elektrischen Ausrüstung die Wagenkästen älterer Standardwagen aus den 1930er Jahren gesetzt wurden. Diese waren damals auf alten Fahrgestellen aus der Anfangszeit des Betriebs aufgebaut worden.
Mit der Stilllegung vieler Linien und der damit verbundenen Reduzierung des Netzes Anfang der 1990er Jahre stellte die Straßenbahn auch die meisten älteren Fahrzeuge ab. Bereits 1989 wurden die letzten, noch auf der Linie 19 eingesetzten Beiwagen ausgemustert. Seit 1996 verkehren ausschließlich die sogenannten Remodelados, umgebaute und modernisierte Triebwagen der Baujahre 1932 bis 1937 sowie die 1995 beschafften Niederflur-Gelenkwagen. Die Carris besitzt darüber hinaus verschiedene Museumswagen. Ein Americano dient an der Praça do Comércio, dem Ausgangspunkt der Stadtrundfahrten, als Fahrkartenschalter.

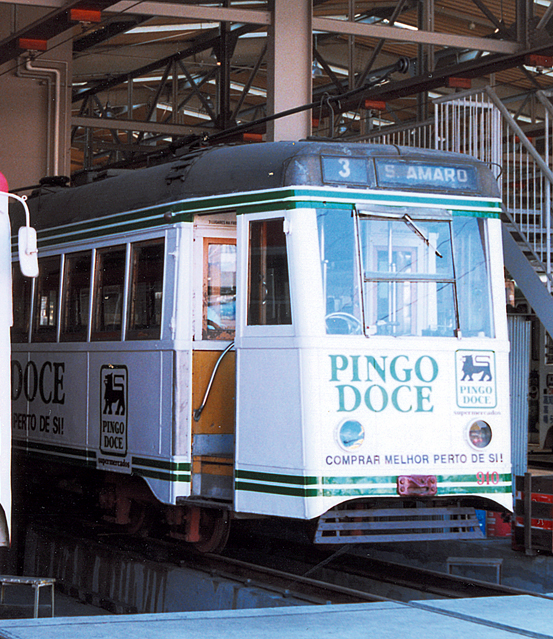
Der ehemalige Triebwagen 910 im japanischen Kōchi

Die Carris hat einen Teil der ausgemusterten Fahrzeuge an verschiedene andere Betriebe auf fast allen Kontinenten verkauft, die sie als Museumsstraßenbahnen einsetzen. Bereits 1976 gingen die ersten Fahrzeuge an eine Nostalgiestraßenbahn in Detroit, die allerdings 2003 wieder eingestellt wurde. In Europa sind alte Lissabonner Wagen nicht nur bei der benachbarten Straßenbahn Sintra, sondern auch bei der Straßenbahn Sóller auf Mallorca und einer Touristik-Straßenbahn in A Coruña im Einsatz. Während die meisten verkauften Fahrzeuge Zweiachser sind, hat die Great Orme Tramway in Wales mit dem Wagen 305 einen alten Americano erworben. Im kanadischen Whitehorse befährt der 1925 gebaute Wagen 531 eine kurze Strecke entlang des Yukon River als Whitehorse trolley. Die Stromversorgung erfolgt dabei über einen Generator. Weitere Fahrzeuge kamen unter anderem nach Argentinien und Neuseeland. Ein vierachsiger Caixote, der Triebwagen 910, wird inzwischen zusammen mit älteren Wagen aus verschiedenen europäischen Städten bei der Tosa Denki Tetsudō im japanischen Kōchi eingesetzt.

### Heutiger Fahrzeugbestand
Insgesamt zählten seit 1995 bis zur 2023 begonnene Auslieferung der CAF Urbos 63 Triebwagen zum Bestand. Neben den modernisierten Altbaufahrzeugen und den Niederflurwagen wurden als Betriebsreserve noch acht nicht-modernisierte, allerdings Mitte der 1980er Jahre mit neuen Motoren versehene Zweiachser mit Standard-Wagenkästen vorgehalten, die auch häufig Charterfahrten übernahmen. Im November 2011 wurden diese Fahrzeuge bis auf zwei abgestellt. Für die Einführung der Chiado Tram Tour, die drei zusätzliche Kurse erfordert, wurden 2016 zwei der abgestellten Triebwagen wieder in Betrieb genommen.

#### Modernisierte Altbautriebwagen (Remodelados)

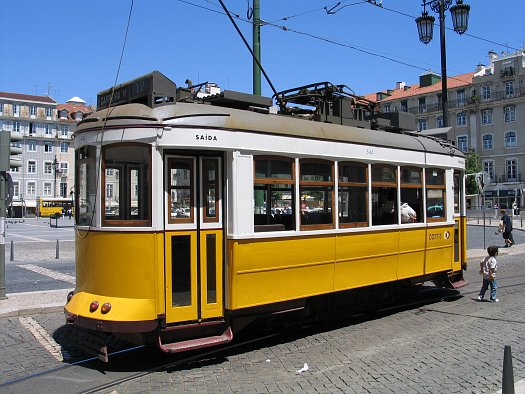
Ein Remodelado-Altbautriebwagen

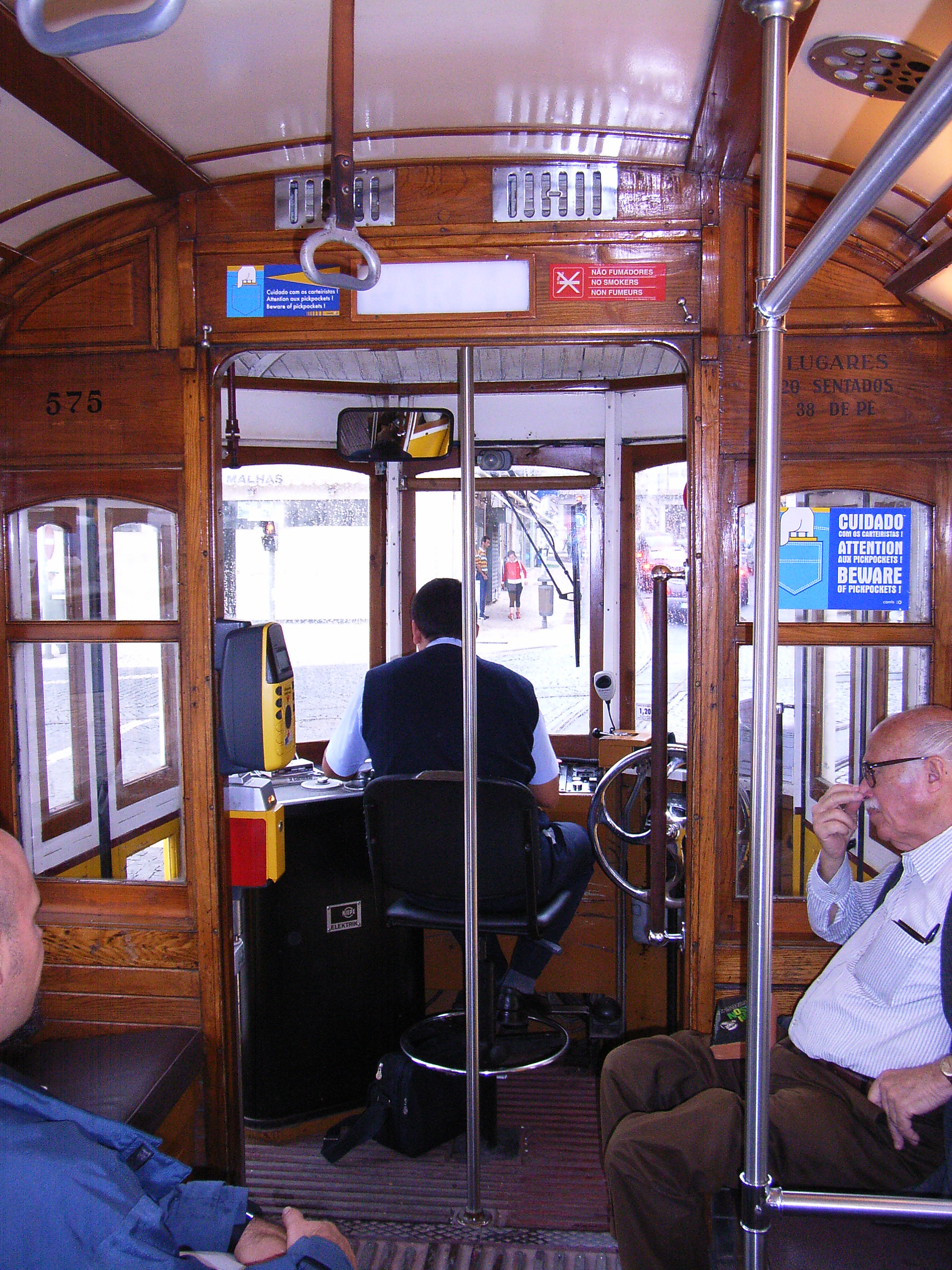
Blick ins Innere eines Remodelado-Triebwagens, links vom Fahrer die elektronischen Entwerter

Für die Linien 12E, 18E, 24E, 25E und 28E sind derzeit 45 modernisierte zweiachsige Triebwagen mit Holzaufbau vorhanden, sie tragen die Betriebsnummern 541 bis 585. Hierbei handelt es sich um sogenannte Remodelados, die zwischen 1935 und 1940 gebaut und in den Jahren 1995/1996 aufgearbeitet sowie mit neuen Fahrgestellen und elektrischer Ausrüstung technisch modernisiert wurden. Gleichzeitig erhöhte man ihre Leistung von 33 auf 50 Kilowatt. Die neue elektrische Ausrüstung stammt von Kiepe, die Fahrgestelle von MAN. Sie sind 8,38 Meter lang, 2,38 Meter breit, verfügen über 2+1-Bestuhlung und bieten hierbei 20 Sitzplätze und 38 Stehplätze. Im vorderen Bereich stehen links und rechts je zwei Sitzplätze für mobilitätseingeschränkte Personen zur Verfügung. Diese sind im Gegensatz zur übrigen Bestuhlung längs zur Fahrtrichtung angebracht. Sechs der Triebwagen sind als Stadtrundfahrtwagen im Einsatz und entsprechend Rot/Weiß lackiert. Die übrigen haben die traditionelle Farbgebung Gelb/Weiß. Nach den zwischen 1928 und 1930 gebauten Mailänder Ventottos sind die Remodelados die zweitältesten planmäßig eingesetzten Straßenbahnwagen in Europa.
Vor ihrem Umbau waren die Triebwagen Zweirichtungsfahrzeuge mit beidseitigen Einstiegen. Im Zuge des Umbaus wurde jedoch ein Führerstand entfernt, sodass sie nur noch im Einrichtungsbetrieb benutzt werden können. Um den Triebwagen jedoch rückwärts rangieren zu können, wurde ein Hilfsfahrschalter eingebaut. Durch die Veränderungen besteht ein Fahrgastfluss von vorn nach hinten. Die Triebwagen verfügen über Fahrmotoren mit Rekuperationsbremse, druckluftbetätigte Falttüren sowie elektronische Fahrscheinlesegeräte. Die linksseitigen Einstiege sind noch vorhanden, jedoch dauerhaft verschlossen. Charakteristisch ist das Vorhandensein von zwei verschiedenen Stromabnehmern – neben dem charakteristischen Stangenstromabnehmer wurde im Zuge der Modernisierung ein Einholmstromabnehmer mittig am Dach montiert.
Tagsüber kommen die Triebwagen auf den Linien 12E, 18E, 24E, 25E und 28E zum Einsatz, in den Abendstunden ersetzen sie die auf der Linie 15E eingesetzten Niederflurwagen.

#### Niederflurgelenktriebwagen (Articulados)

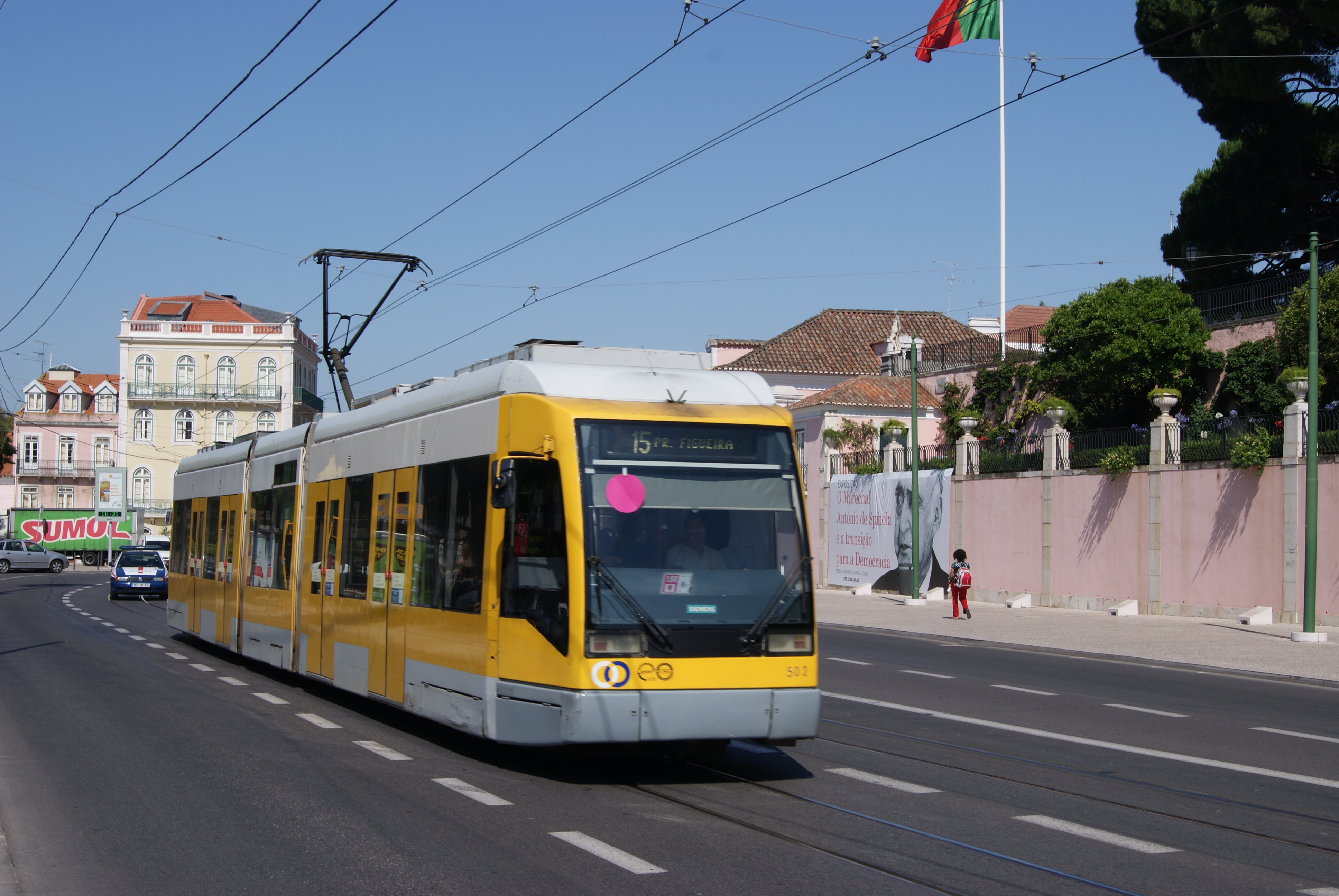
Niederflurtriebwagen 502

Für die Linie 15E nach Belém und Algés beschaffte Carris 1995 zehn dreiteilige, sechsachsige und niederflurige Gelenkwagen in Einrichtungsbauweise nach Lizenz von Siemens auf Basis der für die Linie 4 der Metro Valencia entworfenen meterspurigen Niederflurwagen. Einige wurden beim spanischen Hersteller CAF gefertigt, die anderen bei der portugiesischen Firma Sorefame. Dies war die erste Neubeschaffung seit 1964. Sie sind 24,02 Meter lang und tragen die Betriebsnummern 501 bis 510. Die vorhandene Option auf die Beschaffung 20 weiterer Wagen dieses Typs wurde nicht eingelöst. Eine Beschaffung weiterer Niederflurwagen wurde danach immer wieder diskutiert, unterblieb aber lange Zeit vor allem aus finanziellen Gründen.
Die im Dezember 2007 zur Unterzeichnung des Vertrags von Lissabon versammelten EU-Staats- und Regierungschefs benutzten nach der Unterzeichnung des Vertrags einen Niederflurwagen, um vom Tagungsort im Belémer Mosteiro dos Jerónimos (Hieronymus-Kloster) zum Mittagessen ins Museu Nacional dos Coches zu fahren.

#### CAF Urbos

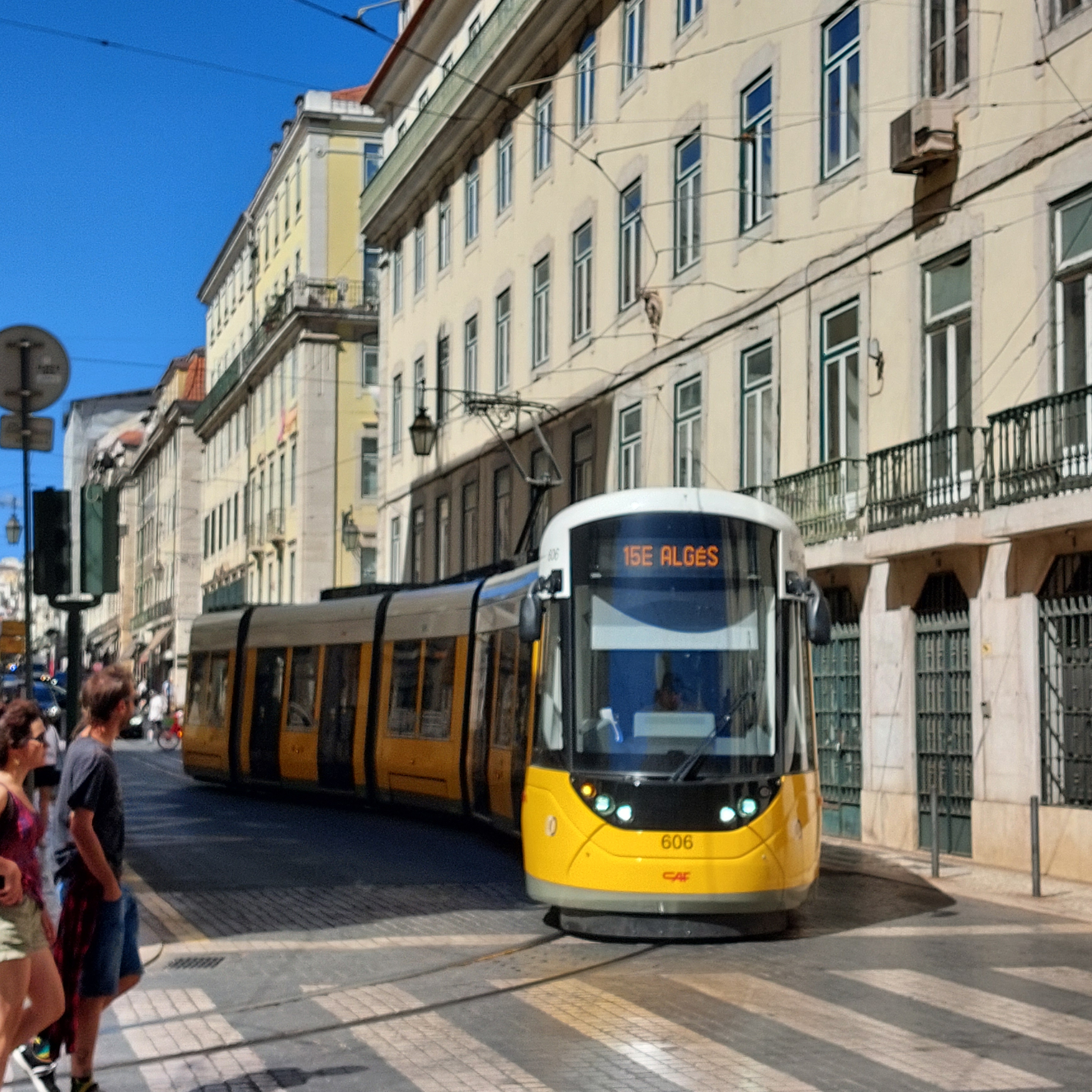
CAF Urbos im Einsatz auf der Linie 15 im September 2024

Für die Linie 15 bestellte die Carris 2021 bei CAF 15 fünfteilige Niederflurwagen des Typs CAF Urbos, die die Articulados ergänzen sollten. Die Einrichtungswagen werden 28,5 Meter lang und können mit Batterien für oberleitungsloses Fahren nachgerüstet werden. CAF soll für fünf Jahre die Wartung der Fahrzeuge übernehmen. Insgesamt umfasst der Auftrag ein Volumen von über 43 Mio. Euro. Die Fahrzeuge wurden 2023 und 2024 wie vorgesehen ausgeliefert. nachdem zehn Wagen ausgeliefert waren, begann der planmäßige Einsatz auf der Linie 15 am 22. September 2023. Neun der Articulados des Baujahres 1995 bleiben weiter im Einsatz und werden dafür aufgefrischt. Der Einsatz von Zweiachsern als Verstärker auf der Linie 15 konnte seitdem entfallen.

### Straßenbahnmodelle
In Lissabon werden die Standardwagen, die vielfach als die klassischen Lissabonner Straßenbahnwagen gesehen werden, in der Nenngröße H0 als Modell angeboten. Die Modelle, welche in Souvenirläden, den offiziellen Tourismusinformationen sowie dem Straßenbahnmuseum erhältlich sind, bestehen aus Metall, sind nicht motorisiert und als Spielzeug beziehungsweise als Souvenir gedacht.
Verschiedene Hersteller haben bereits Modelle von Lissabonner Straßenbahnwagen entwickelt. So bot etwa der Wiener Hersteller Halling eine Zeit lang ein hochdetailliertes Modell eines Lissabonner Triebwagens an. Halling bietet zudem vom Achsstand her passende Antriebsblöcke für das Lissabonner Souvenirmodell an.

## Fahrleitungssystem und Stromabnehmer

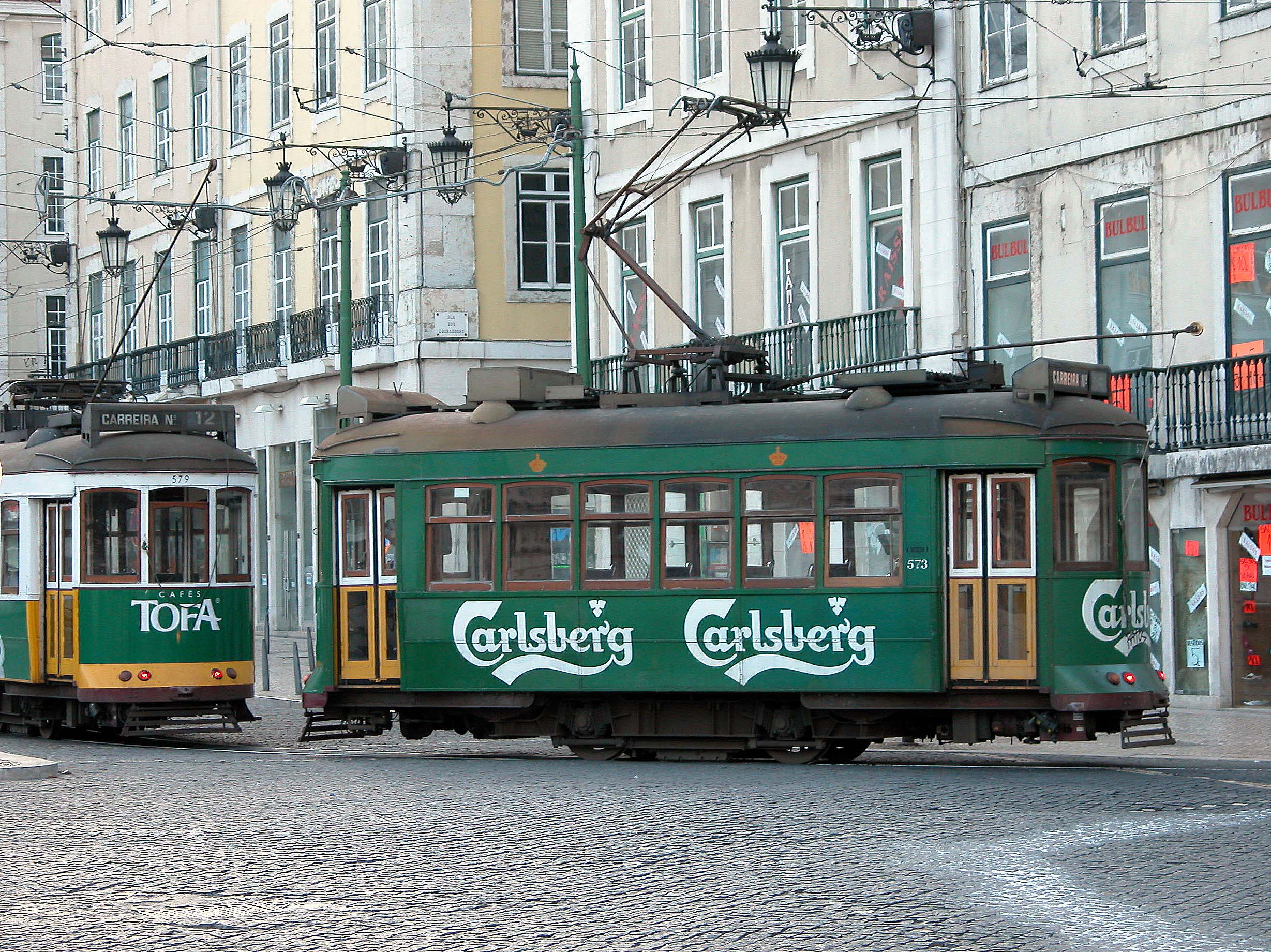
Zwei Remodelados auf einem Gleis, unter Verwendung beider Stromabnehmertypen

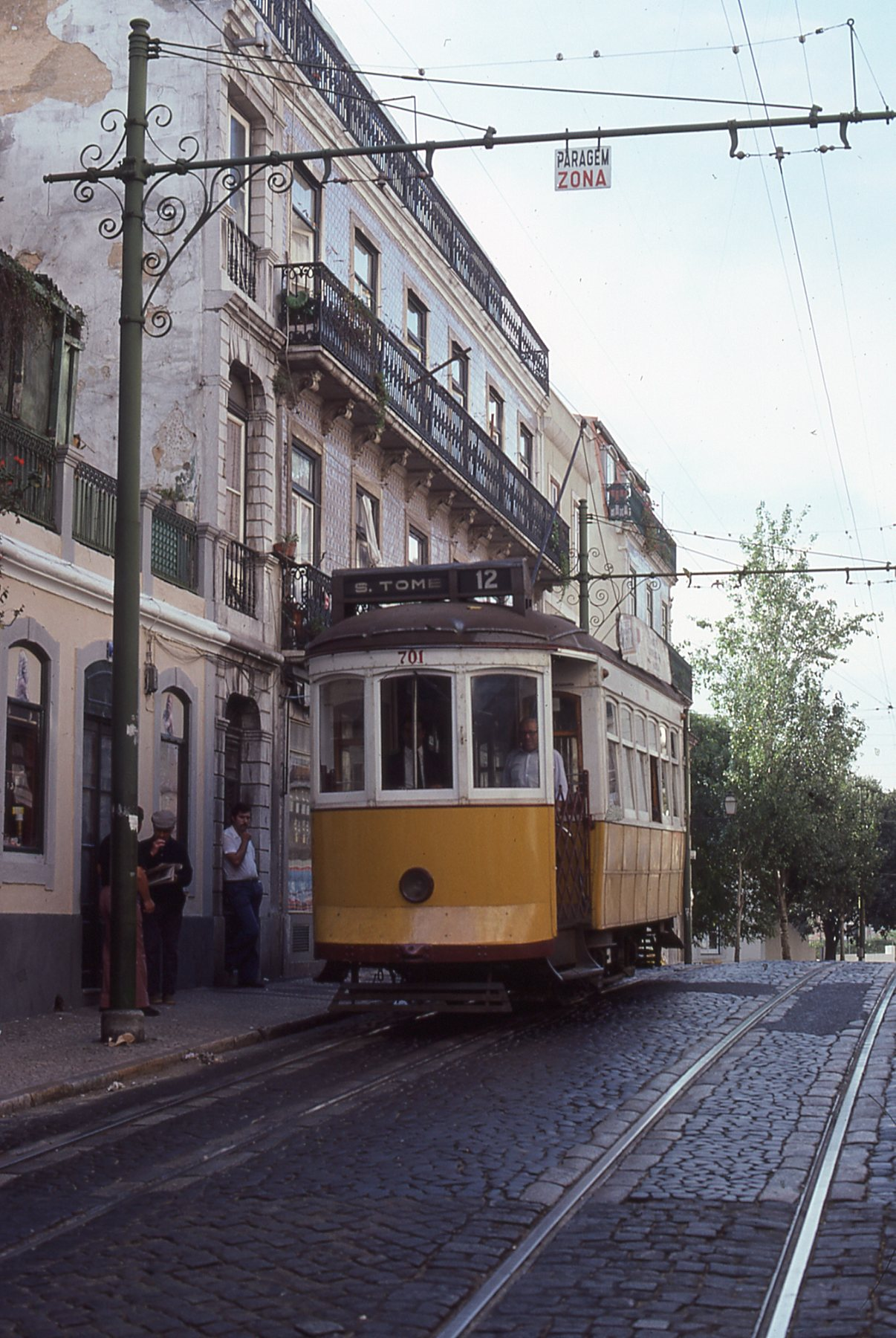
Historischer Oberleitungsmast mit Haltestellenschild, 1977 an der Linie 12

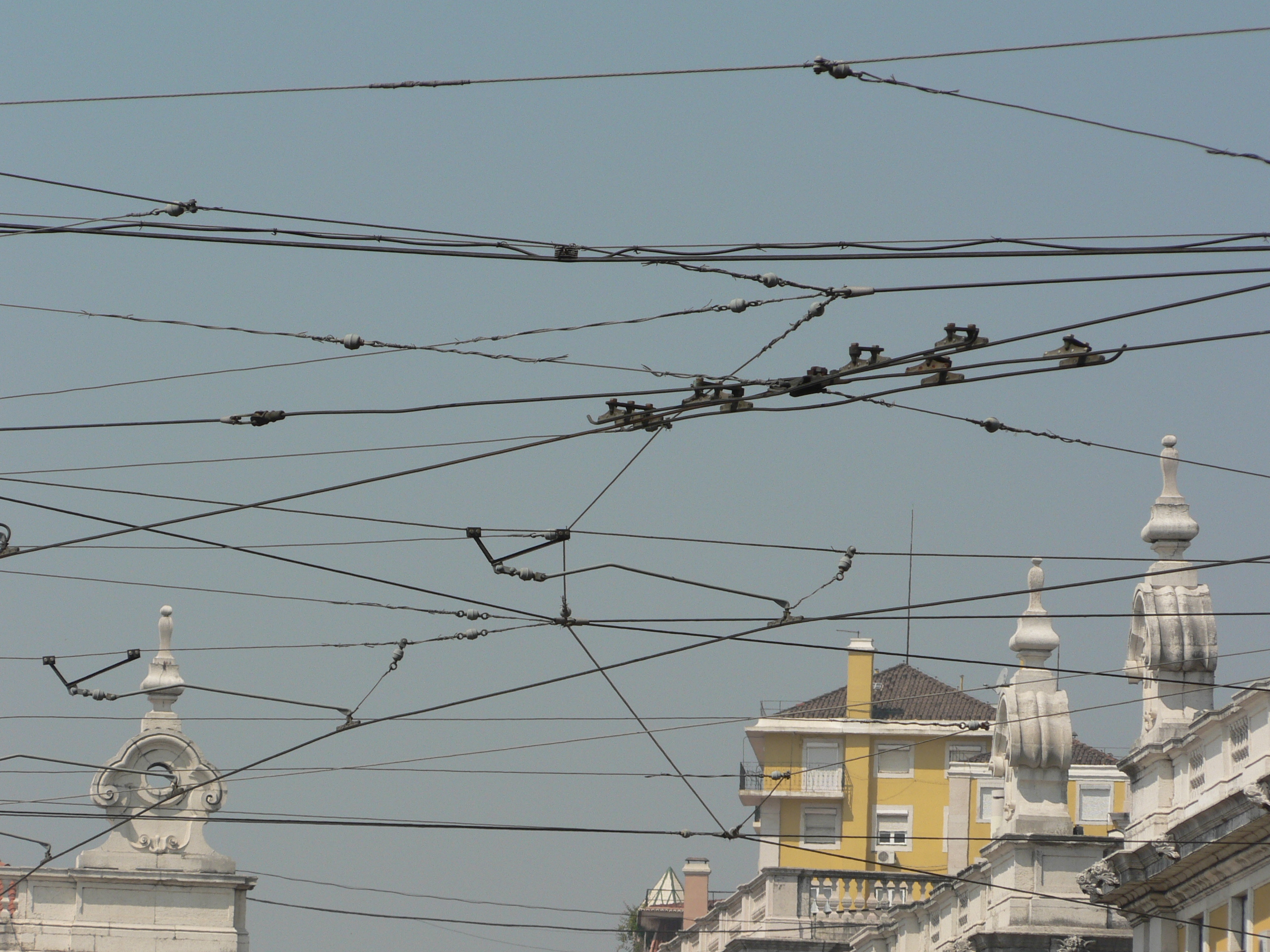
Oberleitungsanlagen der Lissabonner Straßenbahn an der Praça do Comércio

Ursprünglich verwendete die Lissabonner Straßenbahn ausschließlich Stangenstromabnehmer mit Kontaktrolle. An den Abzweigen werden Luftweichen verwendet, bei Gleisverschlingungen und den kurzen eingleisigen Abschnitten verlaufen beide Fahrdrähte nebeneinander parallel mit wenigen Zentimetern Abstand. Bei diesem System weicht der Fahrdraht kaum von der Gleismittelachse ab. Die Fahrdrahthöhe beträgt sechs Meter.
Ab 1995 baute das Verkehrsunternehmen nach Auslieferung der neuen Niederflurbahnen die Oberleitung auf den Strecken der Linien 15E, 18E und 25E so um, dass sowohl ein Betrieb mit Einholm-Stromabnehmern als auch mit Rollenstromabnehmern möglich ist. Bei den Linien 12E und 28E durch Alfama und 24E nach Campolide ist in Anbetracht der engen Straßen weiterhin ausschließlich die „Stange“ einsetzbar. Dort würden ansonsten Hauswände, geöffnete Fenster, Erker, Balkone oder Straßenlaternen in das Lichtraumprofil der Einholm-Stromabnehmer reichen.
Alle noch für den fahrplanmäßigen Betrieb genutzten Altbauwagen sind mit je einem Stromabnehmer beider Systeme ausgerüstet. Dadurch können sie flexibel eingesetzt werden. Bei den Betriebsfahrten von und zum Depot wechseln die Wagen der Linien 12E und 28E an bestimmten Übergangspunkten den Stromabnehmer, da die Einholmstromabnehmer betriebssicherer sind.
Die Strecken, die nur mit der Stange befahren werden dürfen, sind mit speziellen Signalen (Tafel an der Querverspannung der Fahrleitung) als solche gekennzeichnet. Ab diesem Punkt muss der Einholmstromabnehmer gesenkt sein und es darf ausschließlich mit dem Stangenstromabnehmer gefahren werden. Eine solche Stelle befindet sich beispielsweise in Estrela nach der Abzweigung der Linie 25E. Diese Punkte sind vor allem für die roten Touristiktriebwagen von Relevanz, da die Stadtrundfahrt Richtung Estrela über die Linie 25E verkehrt, auf welcher mit dem Einholmstromabnehmer gefahren werden kann, stadteinwärts aber die Strecke der Linie 28E befahren wird, auf welcher nur mit der Stange gefahren werden darf.

## Betriebshöfe und Werkstatt
Insgesamt besaß das Lissabonner Straßenbahnnetz drei größere Betriebshöfe, portugiesisch als Estação bezeichnet: Santo Amaro, Amoreiras und Arco do Cego. Santo Amaro als der älteste wurde bereits mit dem Bau der Pferdebahn angelegt. In ihm, der direkt am Tejoufer unterhalb der Ponte 25 de Abril liegt, ist die Hauptwerkstätte der Straßenbahn untergebracht. Sie zeichnete auch für den Neubau oder Umbau eines wesentlichen Teil des Fuhrparks verantwortlich. Auf dem Gelände befindet sich zudem seit 1999 das von der Carris betriebene Lissabonner Straßenbahnmuseum.
Mit dem Ausbau des Netzes der Straßenbahn folgte 1882 als zweiter Betriebshof Arco do Cego. Der nordwestlich der Innenstadt befindliche Betriebshof Amoreiras wurde erst 1937 erbaut. Er wurde auch als erster Betriebshof 1981 stillgelegt, nachdem er bereits einige Jahre nur noch Busse aufgenommen hatte. Den nördlich der Innenstadt gelegenen Betriebshof Arco do Cego betrieb die Carris bis Mitte der 1990er Jahre. Zeitweise standen dort alle verbliebenen Fahrzeuge, bis mit Einführung der neuen Niederflurwagen ab 1995 wieder ausschließlich Santo Amaro benutzt wurde. Der (ehemalige) Betriebshof Arco do Cego ist als Gebäude nach wie vor vorhanden, dient aber nun als Parkplatz.
Die kleinen Betriebshöfe der isoliert voneinander betriebenen Kabelstraßenbahnen wurden nach Ein- bzw. Umstellung der Strecken auf elektrischen Betrieb aufgegeben.